# Pará de Minas
Pará de Minas é um município brasileiro do estado de Minas Gerais, Região Sudeste do país. Pertence ao Colar Metropolitano de Belo Horizonte e localiza-se a oeste da capital do estado, distando desta cerca de 75 kms na região Central de Minas Gerais. Ocupa uma área de 551,247 km², sendo que 9,9 km² estão em perímetro urbano. Sua população em 2024 foi estimada em 102 033 habitantes.
A sede tem uma temperatura média anual de 21,8 °C e na vegetação original do município predomina a Mata Atlântica. Com 95% da população vivendo na zona urbana, a cidade contava, em 2009, com 50 estabelecimentos de saúde. O seu Índice de Desenvolvimento Humano (IDH) é de 0,725, classificado como alto em relação à media nacional.
A exploração da área do atual município teve início na segunda metade do século XVII, após a abertura de um ponto de parada para bandeirantes que iam e vinham das minas de Pitangui, tendo alguns se afixado no local. A construção da Capela Nossa Senhora da Piedade, no século XVIII, marca o estabelecimento do arraial, que durante décadas se desenvolveu em função da agropecuária de subsistência e foi elevado à categoria de distrito em 1846, emancipando-se em 1859. No decorrer do século XX, ganham impulso a indústria têxtil, o setor siderúrgico e as agroindústrias, configurando Pará de Minas como um dos principais polos estaduais da suinocultura e da avicultura.
Eventos como o carnaval da cidade (ParáFolia), a Cavalgada de Pará de Minas e a Fest Frango (Feira Estadual do Frango e do Suíno) configuram-se como alguns dos principais atrativos de Pará de Minas, bem como as programações culturais da Casa da Cultura, do Cine Café e do Teatro Municipal Geraldina Campos de Almeida. Em meio ao perímetro urbano, o Parque Bariri reserva espaços para caminhadas, descansos e lazer infantil. Na Serra de Santa Cruz, o monumento do Cristo Redentor de Pará de Minas se tornou um dos principais marcos do município, inspirado no Cristo Redentor carioca.

## História

### Origens e pioneirismo
Até a chegada dos primeiros exploradores de origem europeia, a maior parte do território do atual estado de Minas Gerais era habitado por índios falantes de línguas do tronco macro-jê. A área do atual município de Pará de Minas teria sido visitada por volta de 1555, por bandeiras oriundas da Bahia, no entanto somente ao final do século XVII é que a exploração do local tem início de fato, por bandeirantes paulistas que exploravam o interior mineiro à procura de ouro e índios para serem escravizados. Dentre as bandeiras que estiveram presentes na localidade, destacaram-se as de Fernão Dias Pais e Borba Gato, que vieram abrindo caminho pelo rio Pará.
A descoberta de ouro em Pitangui fez com que uma estrada fosse aberta ligando as minas ao território paulista. Às margens do ribeirão Paciência, foi organizado um ponto de repouso para os viajantes, no entanto a fertilidade das terras fez alguns se afixarem e darem início a um pequeno povoamento. Em 1710, Borba Gato recebeu de Antônio de Albuquerque Coelho de Carvalho, governador da então Capitania de São Paulo e Minas do Ouro, boa parte das terras, onde foram instaladas sesmarias. Manuel Batista, apelidado de Pato Fofo, foi o responsável por erguer uma capela dedicada a Nossa Senhora da Piedade, instituída a 2 de julho de 1772. Por causa de seu apelido, o lugar passou a se chamar Arraial do Patafofo.
A importância econômica da localidade resumia-se inicialmente ao comércio de abastecimento de bandeiras que se dirigiam às minas de Pitangui e o surgimento do arraial esteve diretamente ligado ao mercado consumidor para os produtos agropecuários provenientes da cidade vizinha. Até o início do século XIX, o vilarejo era composto basicamente por fazendas de mercadorias, com grande parte da estrutura econômica baseada na produção de derivados da cana-de-açúcar, e se observa o estabelecimento e pequenas indústrias relacionadas ao setor têxtil. Em 1826, registrava-se um total de cerca de 1 646 residentes, ocasião em que é implantada a pecuária. Em 1860, um inventário apontava um total de 165 propriedades cadastradas, dentre as quais 36,94% registravam cultivo de gado bovino e em 36,39% havia criação de cavalos. Em janeiro de 1885, tem-se a inauguração do primeiro grande estabelecimento de saúde, o Hospital Nossa Senhora da Conceição do Pará, e em 1893, entrou em funcionamento o primeiro sistema de iluminação noturna, inicialmente à base de luz e lampião.

### Configuração administrativa

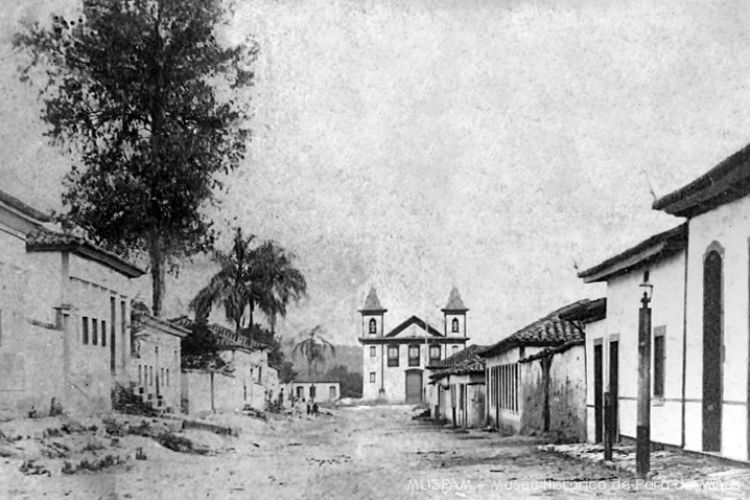
Rua principal (atual Rua Benedito Valadares) de Pará de Minas em 1896

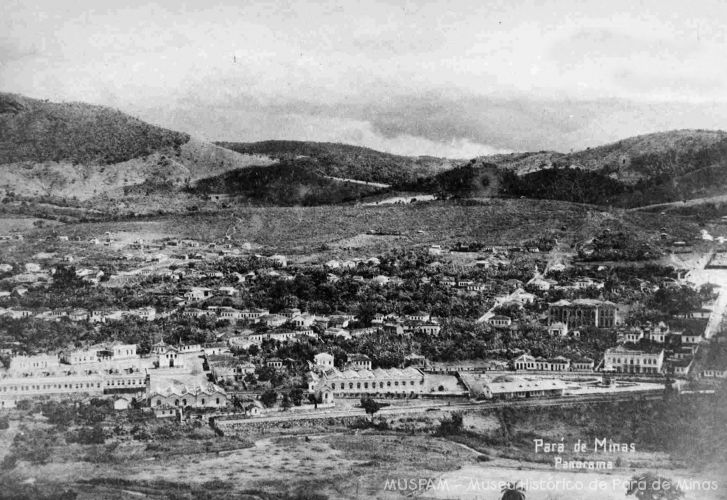
Vista parcial de Pará de Minas em 1926

Pela lei provincial nº 312, de 8 de abril de 1846, é criado o distrito denominado Arraial do Patafufo, subordinado ao município de Pitangui, a partir da instalação da paróquia. Pela lei provincial nº 386, de 9 de outubro de 1848, é criada a vila, que foi extinta por duas ocasiões. Na primeira, pela lei provincial nº 472, de 31 de maio de 1850, deixou de existir e foi recriada pela lei provincial nº 882, de 8 de junho de 1858, instalando-se em 20 de setembro de 1859 com a denominação de Vila do Pará e a Paróquia de Nossa Senhora da Piedade do Pará, conforme a lei mencionada. Pela lei provincial nº 1889, de 15 de julho de 1872, a vila foi novamente extinta e anexada a Pitangui sob a condição de distrito, sendo recriada pela lei provincial nº 2.081, de 23 de dezembro de 1874, e reinstalada em 25 de março de 1875.
A denominação recebida pelo último decreto, Pará, significa rio volumoso e caudal, sendo alterada para Pará de Minas pela lei estadual nº 806, de 22 de setembro de 1921, a fim de se distinguir do estado do Pará. Pela lei provincial nº 2.416, de 5 de novembro de 1877, a vila é elevada à categoria de cidade e pela lei provincial nº 3.141, de 18 de outubro de 1883, foram criados os distritos de Santo Antônio do Rio São João Acima e São Joaquim de Bicas. Nas décadas seguintes, tem-se a configuração dos distritos de Mateus Leme, São Gonçalo do Pará e São José da Varginha (lei estadual nº 2, de 14 de setembro de 1891) e Florestal (pela lei estadual nº 556, de 30 de agosto de 1911). Santo Antônio do Rio São João Acima passa a denominar-se Igaratinga pela lei estadual nº 843, de 7 de setembro de 1923, e São Joaquim de Bicas é rebatizado de Igarapé pela lei estadual nº 1.002, de 30 de julho de 1931.
Pelo decreto-lei estadual nº 148, de 17 de dezembro de 1938, Mateus Leme e Igarapé, são desmembrados para constituir o novo município de Mateus Leme e pela lei nº 1.039, de 12 de dezembro de 1953, é criado o distrito de Carioca com terras desmembradas de Igaratinga. Pela lei estadual nº 2.764, de 30 de dezembro de 1962, são criados os distritos de Ascensão e Córrego de Barro, ao mesmo tempo que Florestal, Igaratinga e São José da Varginha são elevados à categoria de municípios, e pela lei estadual nº 8.285, de 8 de outubro de 1982, tem-se a criação do distrito de Torneiros. A lei nº 4.416, de 16 de setembro de 2004, cria o distrito de Tavares de Minas. Restam atualmente os distritos de Ascensão, Carioca, Córrego do Barro, Tavares de Minas e Torneiros, além do distrito-sede.

### Século XX e história recente

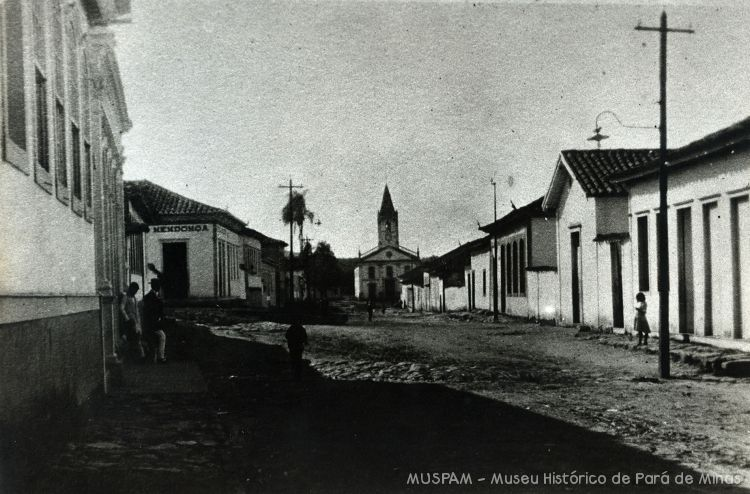
Rua principal da cidade e Igreja Matriz de Nossa Senhora da Piedade em segundo plano, no começo do século XX.

A igreja ao redor da qual surgiu o povoamento foi demolida em 1953. Uma segunda Igreja Matriz havia sido inaugurada em 1º de janeiro de 1901, no entanto foi demolida em 21 de abril de 1971 para ceder espaço à expansão da Praça Padre José Pereira Coelho, popularmente conhecida como Praça da Matriz, e em 9 de abril de 1972, uma nova igreja foi inaugurada, a Igreja Matriz de Nossa Senhora da Piedade. Em 1908, observa-se a inauguração da Companhia Nacional Paraense, que foi a primeira grande indústria têxtil do município e já se mantinha através de energia elétrica. Ainda no começo do século XX, tem-se a chegada da Estrada de Ferro Paracatu e a inauguração da estação ferroviária da cidade, em 1912. Entre as décadas de 1910 e 20, também foram consolidados o Grupo Escolar Torquato de Almeida — que foi a única escola da localidade até 1945 —, a Casa da Cultura e um novo prédio para o Hospital Nossa Senhora da Conceição do Pará, dentre outros bens ligados à infraestrutura urbana, cabendo ressaltar a implantação da primeira rede de distribuição elétrica em 1917 e o serviço de coleta de lixo em 1924.
O setor da agroindústria ganha impulso em 1927, após a inauguração da primeira fábrica de manteiga, gelo e pasteurização, sendo fortalecida com a Usina Inconfidência de Pará de Minas, em 1937, que mais tarde teve sua administração transferida para a Companhia Agrícola de Minas Gerais (CAMIG). Em 1949, o município observa a realização da primeira Exposição Agroindustrial Regional de Pará de Minas e em 1951, é fundada a Companhia Fiação e Tecelagem de Pará de Minas, registrando um total de 28 432 habitantes em 1955. Em 1959, observa-se a instalação da Siderúrgica Alterosa, da Usina Siderúrgica Paraense (Usipa) e da Companhia Telefônica de Pará de Minas, que foram algumas das pioneiras dos setores extrativo e siderúrgico na cidade.
De Pará de Minas, originaram-se cerca de 85% do valor da produção extrativa mineral, 61% da produção industrial e 52% de prestação de serviços oriundos do centro-oeste mineiro em 1980. Em 1988, foi desativada a linha férrea que atendia à cidade, menosprezada pela disponibilidade de rodovias. A agricultura perde espaço na participação na economia municipal, passando a estar estreitamente ligada ao setor agroindustrial, que ao começo do século XXI, juntamente com a indústria têxtil, representava cerca de 70% da arrecadação municipal. Também se observa a introdução da avicultura em Pará de Minas, sendo o maior produtor no ramo dentre os municípios de sua microrregião, e melhorias ligadas à infraestrutura e meio ambiente, como a construção da estação de tratamento de esgoto, concluída em 2007.

## Geografia
A área do município, segundo o Instituto Brasileiro de Geografia e Estatística (IBGE), é de 551,247 km², sendo que 9,9387 km² constituem a zona urbana e os 541,308 km² restantes constituem a zona rural. Situa-se a 19°51'37" de latitude sul e 44°36'30" de longitude oeste e está a uma distância de 86 quilômetros a oeste da capital mineira, fazendo parte do colar metropolitano de Belo Horizonte juntamente com outros 16 cidades. Seus municípios limítrofes são São José da Varginha, a norte; Onça de Pitangui, a nordeste; Conceição do Pará, a leste; Igaratinga, a sudoeste; Mateus Leme e Itaúna, a sul; Florestal, a leste; e Esmeraldas, a nordeste.
De acordo com a divisão regional vigente desde 2017, instituída pelo IBGE, o município pertence às Regiões Geográficas Intermediária de Divinópolis e Imediata de Pará de Minas. Até então, com a vigência das divisões em microrregiões e mesorregiões, fazia parte da microrregião de Pará de Minas, que por sua vez estava incluída na mesorregião Metropolitana de Belo Horizonte.

### Relevo, geomorfologia e hidrografia

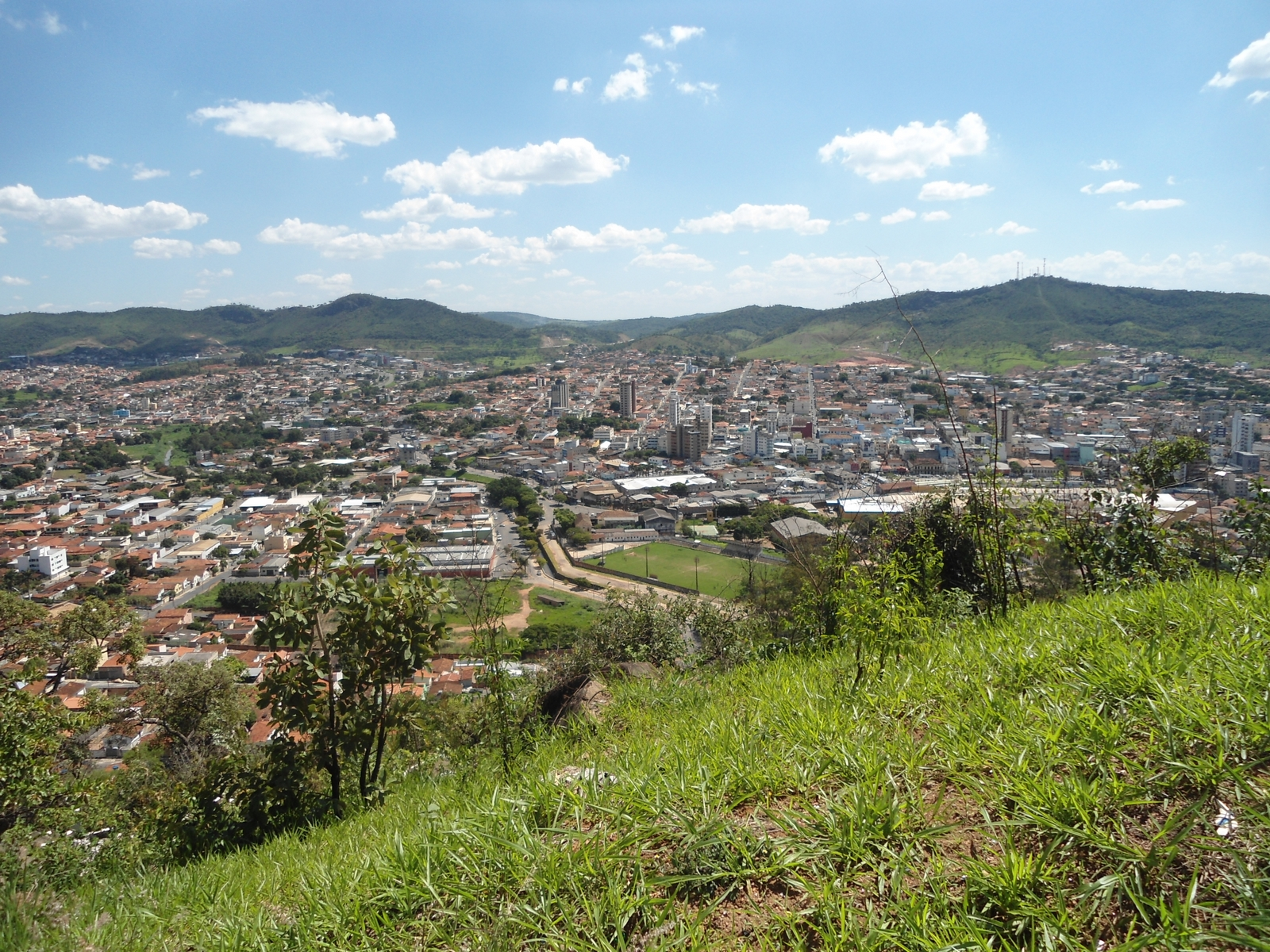
Vista parcial de Pará de Minas, em que pode ser notado o relevo ondulado.

O relevo do município de Pará de Minas é predominantemente sinuoso. Aproximadamente 60% do território paraminense é coberto por áreas onduladas, enquanto em cerca de 20% há o predomínio de terrenos montanhosos e os 20% restantes são lugares planos. A altitude máxima está situada na Serra da Piteira, que chega aos 1 196 metros, enquanto que a altitude mínima está na foz do ribeirão Paciência, com 772 metros, e o ponto central da cidade está a 791,93 metros. O solo é rico em agalmatolito, quartzito e sílex, com predomínio de rochas gnáissicas. Às margens dos rios, o relevo se mostra mais fortemente rejuvenescido, tendo presença de altas escarpas gnáissicas e pontões de rochas.
Ao longo da rede de drenagem, é marcante o padrão retangular e os cursos da água profundamente encaixados, características visíveis em fotografias aéreas. Os depósitos aluvionares são acentuadamente reposicionados e mais elevados em relação ao nível dos cursos hidrográficos. A maior parte do relevo montanhoso, por sua vez, está estruturado sobre quartzitos e hidrotermalitos resistentes ao intemperismo e corresponde às serras do Andaime e da Piteira. Nos topos aplainados das serras, nota-se um desenvolvimento de carapaças lateríticas consolidadas, de idade miocênica-pliocênica.

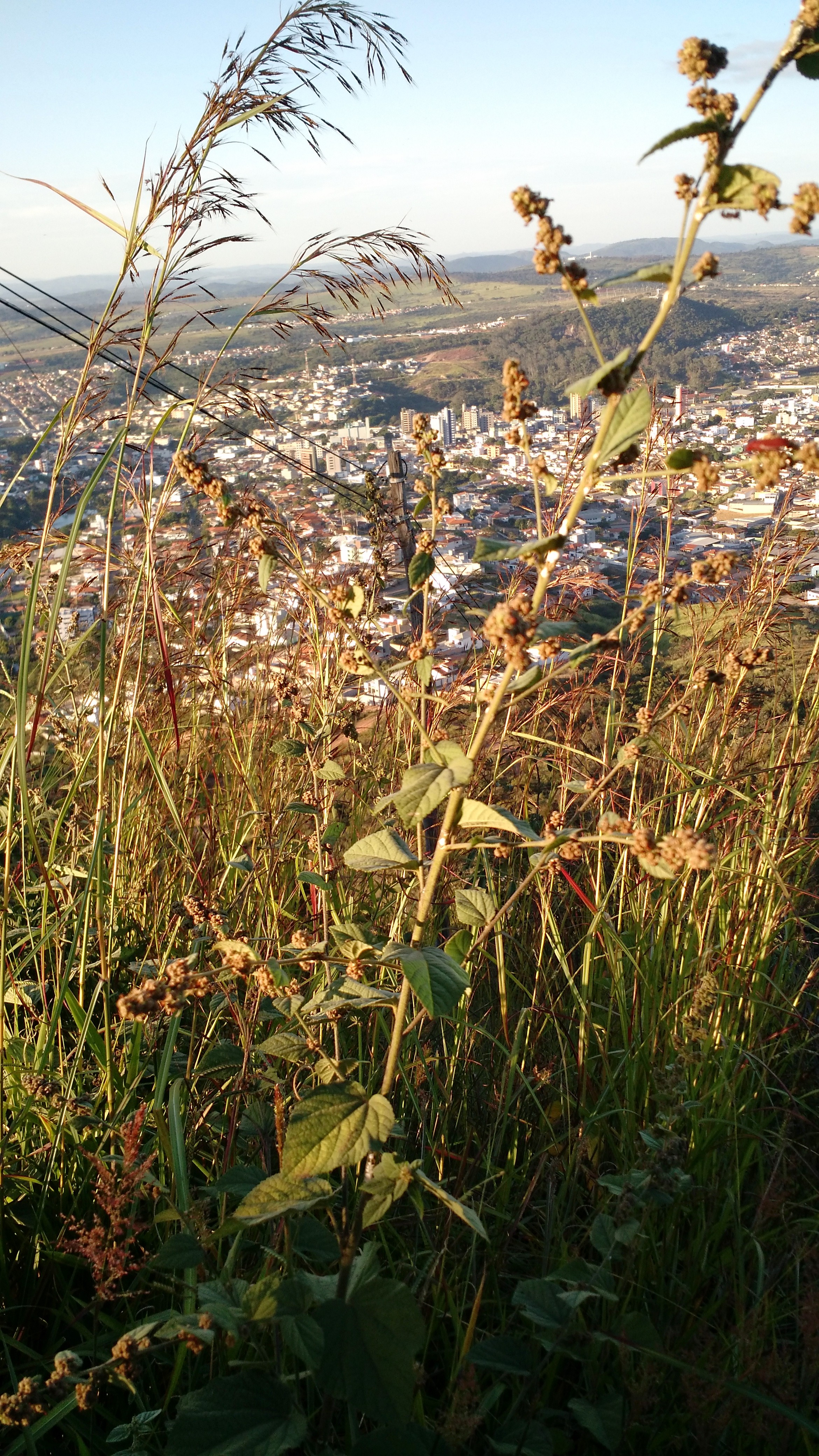
Vista da cidade a partir da Serra das Torres

O território é banhado por vários mananciais de pequeno porte, sendo os principais os ribeirões Olhos d'água e Paciência e o córrego Água Limpa, que fazem parte da bacia do rio São Francisco e da sub-bacia do rio Pará. Conforme já citado, a cidade se formou e se estabeleceu às margens do ribeirão Paciência, após a locação de um ponto de descanso de bandeirantes que seguiam em direção a Pitangui, e hoje o curso serve como manancial de abastecimento à cidade. Em alguns trechos do leito há despejo de lixo e entulho, assoreamento e poluição hídrica com esgotos domésticos, apesar de boa parte de seu caminho em trecho urbano ser canalizada. No entanto, a cidade está situada em uma região de pobreza hídrica, o que faz com que ocorram regimes de racionamento de água durante longos períodos de estiagem.

### Clima
O clima paraminense é caracterizado, segundo o IBGE, como tropical sub-quente semiúmido (tipo Cwa segundo Köppen), tendo temperatura média anual de 21,8 °C com invernos secos e amenos e verões chuvosos e com temperaturas elevadas. Os mês mais quente, fevereiro, tem temperatura média de 24 °C, sendo a média máxima de 29,8 °C e a mínima de 18,3 °C. E o mês mais frio, junho, de 18,5 °C, sendo 26,2 °C e 10,8 °C as médias máxima e mínima, respectivamente. Outono e primavera são estações de transição.
A precipitação média anual é de 1 374,9 mm, sendo agosto o mês mais seco, quando ocorrem apenas 10,4 mm. Em dezembro, o mês mais chuvoso, a média fica em 293,8 mm. Nos últimos anos, entretanto, os dias quentes e secos durante o inverno têm sido cada vez mais frequentes, não raro ultrapassando a marca dos 30 °C, especialmente entre julho e setembro. Em agosto de 2013, por exemplo, a precipitação de chuva na região de Pará de Minas não passou dos 0 mm. Durante a época das secas e em longos veranicos em pleno período chuvoso também são comuns registros de queimadas em morros e matagais, principalmente na zona rural da cidade, o que contribui com o desmatamento e com o lançamento de poluentes na atmosfera, prejudicando ainda a qualidade do ar.
De acordo com a Companhia de Pesquisa de Recursos Minerais (CPRM), entre 1941 e 1963 o maior acumulado diário de chuva registrado em Pará de Minas foi de 130,4 mm, observado em 29 de fevereiro de 1960. Segundo o Instituto Nacional de Pesquisas Espaciais (INPE), o município é o 516º colocado no ranking de ocorrências de descargas elétricas no estado de Minas Gerais, com uma média anual de 3,1342 raios por quilômetro quadrado. Tempestades de granizo não são frequentes, mas algumas das maiores e mais recentes ocorreram em 29 de outubro de 2011 e em 23 de janeiro de 2014.
| Dados climatológicos para Pará de Minas | Dados climatológicos para Pará de Minas | Dados climatológicos para Pará de Minas | Dados climatológicos para Pará de Minas | Dados climatológicos para Pará de Minas | Dados climatológicos para Pará de Minas | Dados climatológicos para Pará de Minas | Dados climatológicos para Pará de Minas | Dados climatológicos para Pará de Minas | Dados climatológicos para Pará de Minas | Dados climatológicos para Pará de Minas | Dados climatológicos para Pará de Minas | Dados climatológicos para Pará de Minas | Dados climatológicos para Pará de Minas |
| Mês                                     | Jan                                     | Fev                                     | Mar                                     | Abr                                     | Mai                                     | Jun                                     | Jul                                     | Ago                                     | Set                                     | Out                                     | Nov                                     | Dez                                     | Ano                                     |
| --------------------------------------- | --------------------------------------- | --------------------------------------- | --------------------------------------- | --------------------------------------- | --------------------------------------- | --------------------------------------- | --------------------------------------- | --------------------------------------- | --------------------------------------- | --------------------------------------- | --------------------------------------- | --------------------------------------- | --------------------------------------- |
| Temperatura máxima média (°C)           | 29,3                                    | 29,8                                    | 29,8                                    | 28,7                                    | 27,1                                    | 26,2                                    | 27                                      | 28,2                                    | 28,8                                    | 29,5                                    | 28,9                                    | 28,5                                    | 28,4                                    |
| Temperatura mínima média (°C)           | 18,3                                    | 18,3                                    | 17,7                                    | 15,8                                    | 13                                      | 10,8                                    | 10,2                                    | 12,9                                    | 14,5                                    | 16,7                                    | 17,5                                    | 18,1                                    | 15,3                                    |
| Precipitação (mm)                       | 269,1                                   | 175,2                                   | 146,2                                   | 59,3                                    | 24,5                                    | 27,9                                    | 10,5                                    | 10,4                                    | 51,3                                    | 115,5                                   | 191,9                                   | 293,8                                   | 1 374,9                                 |
| Fonte: Somar Meteorologia               |                                         |                                         |                                         |                                         |                                         |                                         |                                         |                                         |                                         |                                         |                                         |                                         |                                         |

### Ecologia e meio ambiente

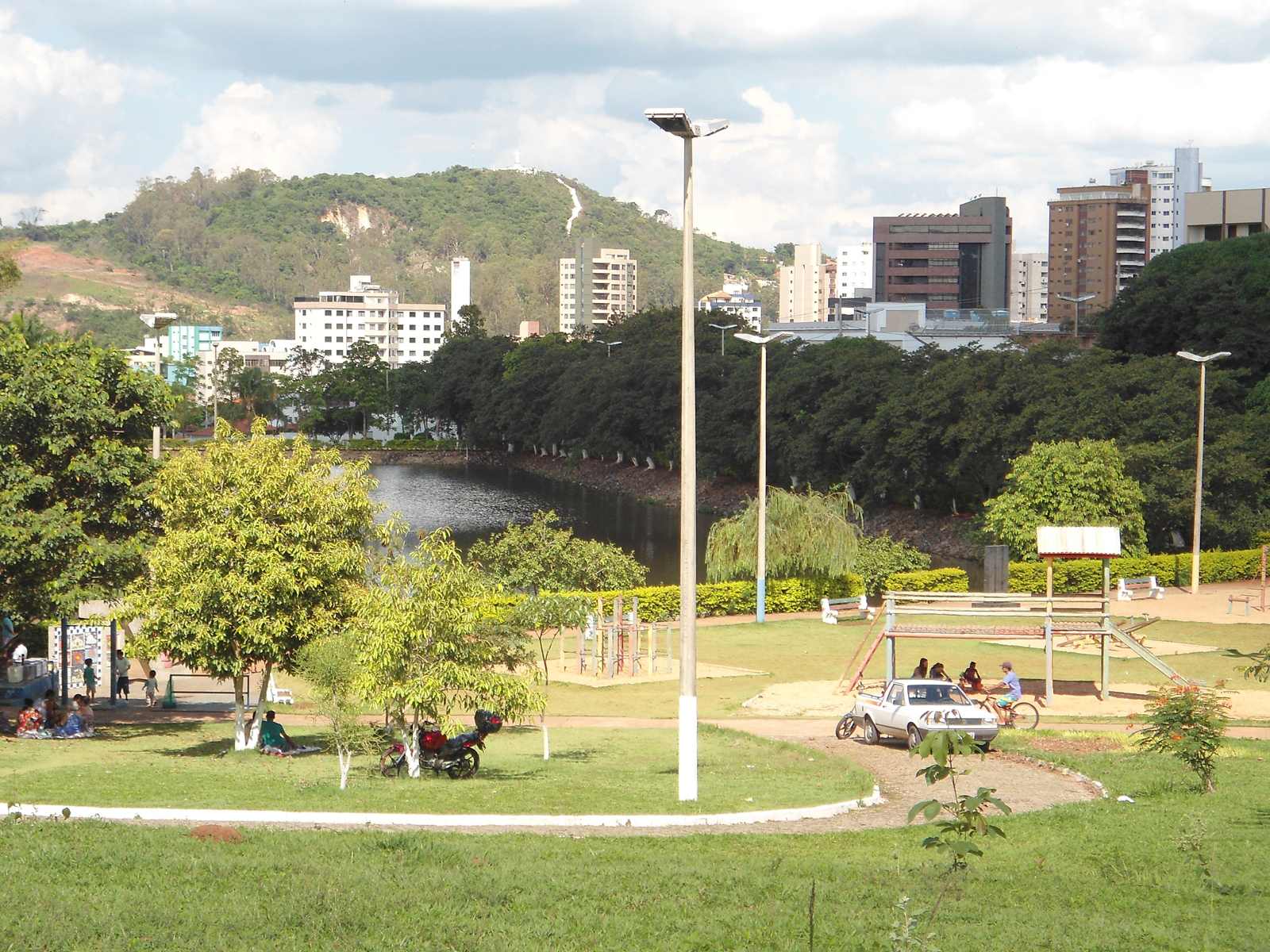
Parque Bariri, uma das principais áreas verdes da cidade.

A vegetação nativa pertence ao domínio florestal Atlântico (Mata Atlântica) em transição com o cerrado. Em 2011, as reservas remanescentes de Mata Atlântica ocupavam 3 662 hectares, ou 9,5% da área total municipal, e em 2009, o cerrado ocupava 6 879,13 hectares (12,52% da área paraminense), o reflorestamento com plantios de eucalipto ocupava 262,63 hectares (0,48%), 312,89 hectares (0,57%) eram cobertos por campos, 162,99 hectares (0,3%) eram cobertos por cursos hídricos e 2 197,69 hectares (4,0%) eram áreas urbanizadas. No que se refere à ocupação do território municipal, cerca de 4 354 hectares de Pará de Minas são utilizados em cultivos de lavouras e outros 366 hectares são ocupados por pastagens destinadas principalmente à pecuária.
Um problema recorrente em todo o município é as queimadas, que ocorrem sobretudo durante os meses em que o clima seco propicia a propagação de fogo pela vegetação, prejudicando a qualidade do ar, já debilitada em função da poluição oriunda das indústrias da região, e do solo. No período chuvoso, as enchentes provocam grandes estragos nas áreas mais baixas e populosas da cidade e desabamentos de residências. As causas destes problemas muitas vezes são as construções de residências em encostas de morros e áreas de risco, além do lixo e do esgoto despejado nos córregos e ribeirões, sendo que a cidade é uma das que mais contribuem para a poluição despejada na bacia do rio Pará, segundo o Instituto Mineiro de Gestão das Águas (IGAM).
Em meio às áreas reflorestadas e desmatadas, ainda são encontradas algumas diversidades em ilhas não devastadas, como a área de preservação ecológica (EPE) existente entre Pará de Minas e Florestal. A Serra de Santa Cruz está situada próxima ao perímetro urbano e o monumento do Cristo Redentor, implantado em 1963, marca a instalação do patrimônio ambiental. Na cidade, ocasionalmente são realizados projetos de arborização nas principais praças, ruas e avenidas, a fim de amenizar os impactos da poluição ambiental.

## Demografia

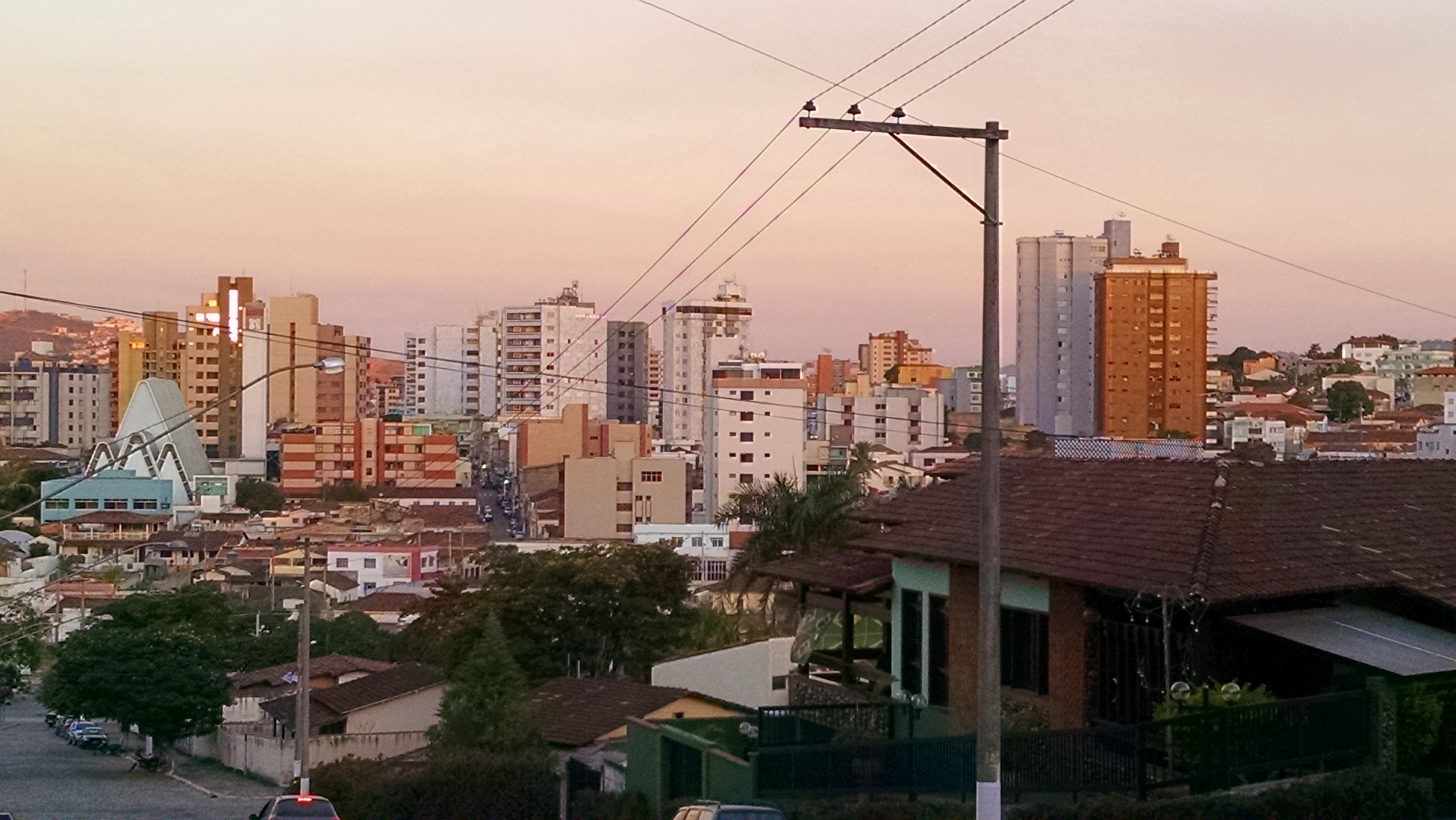
Vista da cidade do alto do bairro São José

Em 2010, a população do município foi contada pelo Instituto Brasileiro de Geografia e Estatística (IBGE) em 84 215 habitantes. Segundo o censo daquele ano, 41 639 habitantes eram homens e 42 576 habitantes mulheres. Ainda segundo o mesmo censo, 79 599 habitantes viviam na zona urbana e 4 616 na zona rural. Já segundo o censo de 2022, a população municipal era de 97 139 habitantes.
Da população total em 2010, 18 870 habitantes (22,41%) tinham menos de 15 anos de idade, 59 259 habitantes (70,34%) tinham de 15 a 64 anos e 6 086 pessoas (7,23%) possuíam mais de 65 anos, sendo que a esperança de vida ao nascer era de 75,9 anos e a taxa de fecundidade total por mulher era de 1,6. O IBGE considera Pará de Minas como um centro de zona A, ou seja, a cidade exerce influência preponderante sobre as demais próximas; neste caso, sobre os municípios de Igaratinga, Maravilhas, Onça de Pitangui, Pequi e São José da Varginha.

### Pobreza, desenvolvimento e desigualdade
De 2000 a 2010, a proporção de pessoas com renda domiciliar per capita de até meio salário mínimo reduziu em 70,6% e em 2010, 96% da população vivia acima da linha de pobreza, 3,3% encontrava-se na linha da pobreza e 0,7% estava abaixo e o coeficiente de Gini, que mede a desigualdade social, era de 0,435, sendo que 1,00 é o pior número e 0,00 é o melhor. A participação dos 20% da população mais rica da cidade no rendimento total municipal era de 49,5%, ou seja, 8,7 vezes superior à dos 20% mais pobres, que era de 5,7%. Segundo o IBGE, em 2010 o único aglomerado subnormal contido em Pará de Minas era a chamada Vila Nossa Senhora Aparecida, também conhecida como Morro Santa Cruz, que está situada na entrada da cidade, às margens da BR-262. A localidade contava com um total de 638 moradores distribuídos em 174 domicílios particulares permanentes.
O Índice de Desenvolvimento Humano Municipal (IDH-M) de Pará de Minas é considerado elevado pelo Programa das Nações Unidas para o Desenvolvimento (PNUD), sendo que seu valor é de 0,725 (o 1154º maior do Brasil). A cidade possui a maioria dos indicadores próximos ou mesmo acima da média nacional segundo o PNUD. Considerando-se apenas o índice de educação, o valor é de 0,628, o valor do índice de longevidade é de 0,848 e o de renda é de 0,715. A cidade ocupa a 45ª posição dentre as mais desenvolvidas do país, segundo a Fundação Getulio Vargas (FGV) em 2012, levando em consideração, além da educação, saúde e renda, a segurança.

### Religião

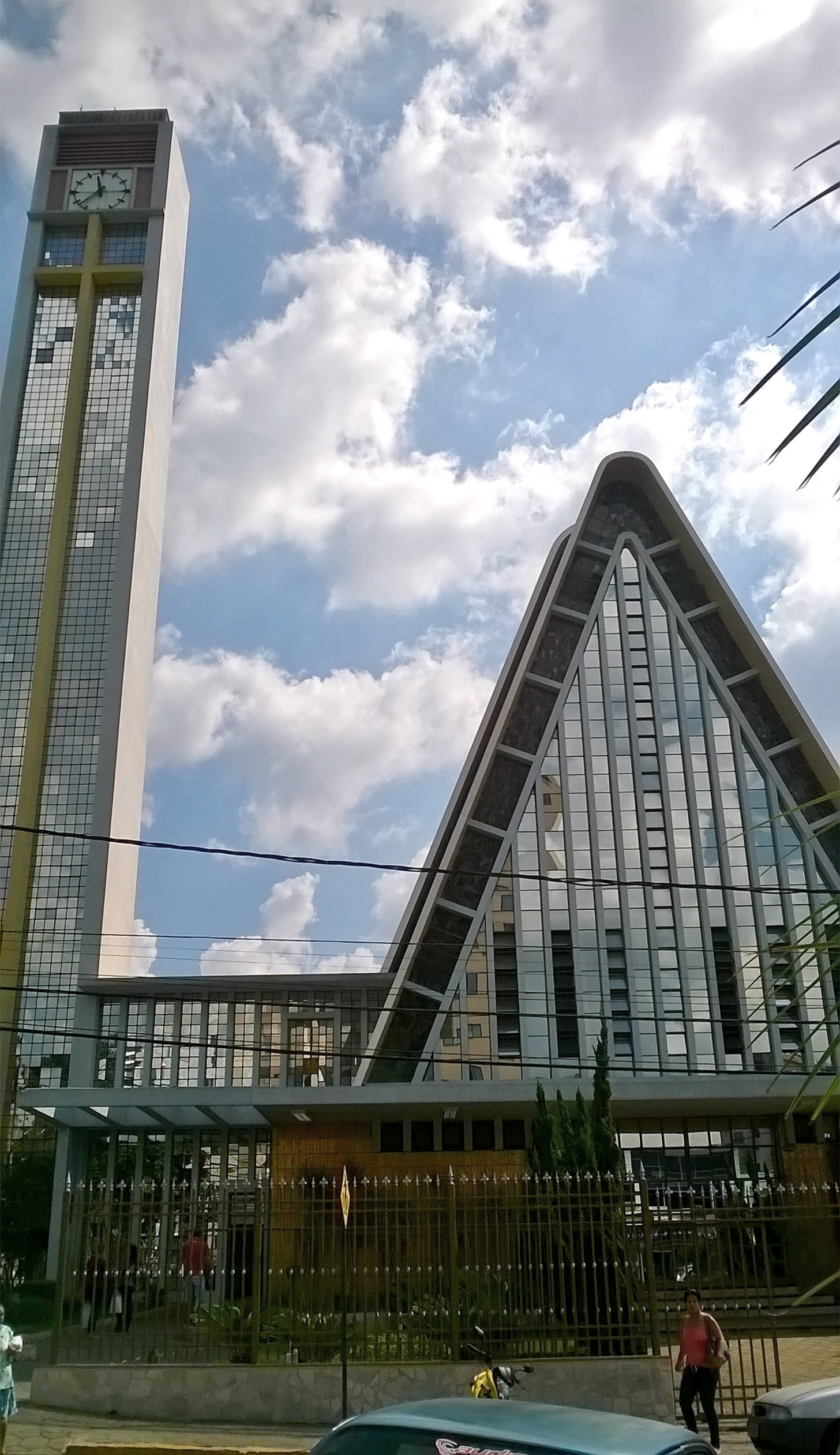
Fachada da Igreja Matriz de Nossa Senhora da Piedade

A maioria dos paraminenses se declara católica, apesar de que hoje é possível encontrar na cidade dezenas de denominações protestantes diferentes, assim como a prática do budismo e do espiritismo, entre outras. Também são consideráveis as comunidades judaica, mórmon, e das religiões afro-brasileiras. De acordo com dados do censo de 2010 realizado pelo IBGE, a população de Pará de Minas está composta por: 70 526 católicos (83,74%), 9 004 evangélicos (10,69%), 1 759 pessoas sem religião (2,09%), 757 espíritas (0,9%), 47 budistas (0,06%) e os 2,52% restantes estão divididos entre outras religiões.
Igreja Católica Apostólica Romana
O Catolicismo se faz presente em Pará de Minas desde o estabelecimento dos primeiros habitantes, tanto é que a construção da Capela Nossa Senhora da Piedade no começo do século XVIII, a mando de Manuel Batista, também conhecido como Pato Fofo, marca o estabelecimento do arraial que foi consolidado como distrito ao ser criada a Paróquia, em 8 de abril de 1846. Segundo divisão vigente feita pela Igreja Católica, o município está situado na Diocese de Divinópolis, que foi criada em 11 de julho de 1958 e em maio de 2014 contava com 53 paróquias distribuídas em 25 cidades, das quais seis situavam-se em Pará de Minas: Nossa Senhora da Piedade, Nossa Senhora Auxiliadora, Santo Antônio, São Francisco de Assis, Nossa Senhora da Imaculada Conceição e São Pedro.
As paróquias de Pará de Minas, por sua vez, estão subordinadas à Forania de Nossa Senhora da Piedade, que também compreende aos municípios de Florestal, Igaratinga e São José da Varginha. A Capela Nossa Senhora da Piedade foi substituída pela Igreja Matriz de Nossa Senhora da Piedade em 1901, no entanto a mesma foi demolida 20 anos mais tarde e substituída por um novo templo em 1972. Desde então, a atual Igreja Matriz de Nossa Senhora da Piedade configura-se como um dos principais marcos arquitetônicos da cidade.
Igrejas protestantes
A cidade possui os mais diversos credos protestantes ou reformados, como a Congregação Cristã do Brasil, a Igreja Cristã Maranata, Igreja do Evangelho Quadrangular, a Igreja Presbiteriana, a Igreja Metodista, a Igreja Episcopal Anglicana, as igrejas batistas, a Igrejas Assembleias de Deus, a Igreja Adventista do Sétimo Dia, a Catedral da Bênção, a Igreja Universal do Reino de Deus, a Igreja Internacional da Graça de Deus, a Igreja Pentecostal Deus é Amor, a Igreja Evangélica Pentecostal O Brasil Para Cristo, entre outras. Dentre os ramos protestantes, 5,61% da população seguia igrejas evangélicas de origem pentecostal, 1,76% das evangélicas de missão e 3,33% evangélicas não determinadas.
Ainda existem cristãos de várias outras denominações reformadas, tais como as Testemunhas de Jeová (que representam 1,20% dos habitantes) e os membros de A Igreja de Jesus Cristo dos Santos dos Últimos Dias, também conhecida como Igreja Mórmon (0,02% da população).

### Etnias e migração
Os primeiros a se estabelecerem no então Arraial do Patofofo, no decorrer do do século XVIII, foram bandeirantes oriundos em sua grande maioria do estado de São Paulo. No entanto, os costumes e a organização social à época remetiam a costumes africanos e portugueses, sob influência do período colonial brasileiro. Herdou-se, por exemplo, o costume das mulheres se dedicarem às tarefas domésticas e, depois de algum tempo, a pequenas atividades comerciais, enquanto que os homens se encarregavam dos trabalhos na agricultura. A cidade viria a receber uma leva significativa de imigrantes no decorrer do século XX, atraídos pelo desenvolvimento observado na cidade, tendo a presença de chineses, japoneses, americanos, alemães, portugueses, espanhóis e argentinos.
Em 2010, a população paraminense era composta por 46 168 brancos (54,82%), 4 954 negros (5,88%), 855 amarelos (1,02%), 32 200 pardos (38,24%), 37 indígenas (0,04%) e um sem declaração. Considerando-se a região de nascimento, 82 372 eram nascidos no Sudeste (97,81%), 147 na Região Norte (0,17%), 776 no Nordeste (0,92%), 333 no Centro-Oeste (0,40%) e 134 no Sul (0,16%). 81 226 habitantes eram naturais do estado de Minas Gerais (96,45%) e, desse total, 57 183 eram nascidos em Pará de Minas (67,90%). Entre os 2 989 naturais de outras unidades da federação, São Paulo era o estado com maior presença, com 805 pessoas (0,96%), seguido pela Bahia, com 424 residentes (0,50%), e pelo Rio de Janeiro, com 178 habitantes residentes no município (0,21%).

## Política e administração

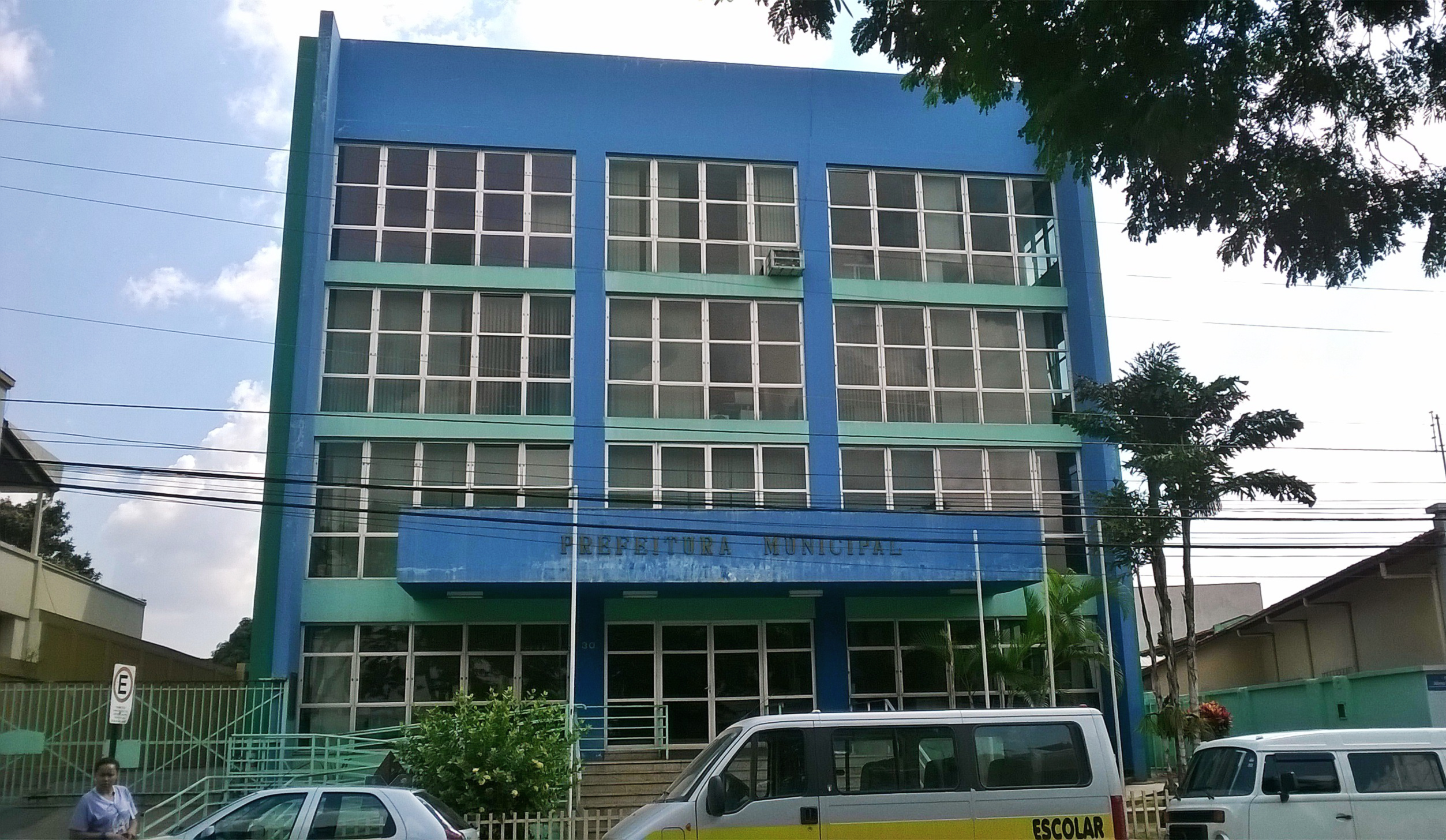
Sede da prefeitura de Pará de Minas

A administração municipal se dá pelos Poderes Executivo e Legislativo. O Executivo é exercido pelo prefeito, auxiliado pelo seu gabinete de secretários. O atual prefeito é  Inácio Franco, do Partido Liberal (2006) (PL), eleito nas eleições municipais de 2024 com 60,05% dos votos válidos e empossado em 1º de janeiro de 2025, ao lado de Luiz Lima como vice-prefeito. O Poder Legislativo, por sua vez, é constituído pela câmara municipal, composta por 17 vereadores. O atual Presidente da Câmara dos Vereadores é Délio Alves. Cabe à casa elaborar e votar leis fundamentais à administração e ao Executivo, especialmente o orçamento participativo (Lei de Diretrizes Orçamentárias). Dentre os naturais de Pará de Minas que se destacaram no cenário político estadual e mesmo nacional, cabe ser ressaltado Benedito Valadares, que ocupou os cargos de deputado federal, senador e governador de Minas Gerais.
Em complementação ao processo Legislativo e ao trabalho das secretarias, existem também conselhos municipais em atividade, entre os quais dos direitos da criança e do adolescente, criado em 1992, tutelar (2009), direitos do idoso (2004), da pessoa com deficiência (2011) e de políticas para mulheres (2010). Pará de Minas se rege por sua lei orgânica, que foi promulgada em 21 de março de 1990, e abriga uma comarca do Poder Judiciário estadual, de segunda entrância, tendo como termos os municípios de Florestal, Igaratinga, Onça de Pitangui, Pequi, São Gonçalo do Pará e São José da Varginha. O município possuía, em outubro de 2024, 67 600 eleitores, de acordo com o Tribunal Superior Eleitoral (TSE), o que representa 0,391% do eleitorado mineiro.

## Distritos
| Distrito                      | Código IBGE | Habitantes (2022) | Domicílios particulares (2022) |          |           |       |     |
| ----------------------------- | ----------- | ----------------- | ------------------------------ | -------- | --------- | ----- | --- |
| Distrito                      | Código IBGE | Habitantes (2022) | Domicílios particulares (2022) | Ascensão | 314710510 | 2 586 | 750 |
| Carioca                       | 314710515   | 784               | 317                            |          |           |       |     |
| Córrego do Barro              | 314710520   | 506               | 205                            |          |           |       |     |
| Pará de Minas (distrito-sede) | 314710505   | 89 645            | 32 939                         |          |           |       |     |
| Tavares de Minas              | 314710522   | 1 506             | 541                            |          |           |       |     |
| Torneiros                     | 314710525   | 2 112             | 736                            |          |           |       |     |

## Economia
No Produto Interno Bruto (PIB) de Pará de Minas, destacam-se a agropecuária, associada ao agronegócio, e a área de prestação de serviços. De acordo com dados do IBGE, relativos a 2021, o PIB do município era de R$ 4 025 297,487 mil, sendo que em 2021 possuía o 31º maior PIB do estado. Em 2021, R$637,159,835 mil eram de impostos sobre produtos líquidos de subsídios a preços correntes e o PIB per capita era de R$ 42 098,58. Em 2010, 71,91% da população maior de 18 anos era economicamente ativa, enquanto que a taxa de desocupação era de 4,49%.
Salários juntamente com outras remunerações somavam 311 687 mil reais e o salário médio mensal de todo município era de 2,0 salários mínimos. Havia 3 047 unidades locais e 2 939 empresas atuantes. Segundo o IBGE, 55,49% das residências sobreviviam com menos de salário mínimo mensal por morador (14 138 domicílios), 35,90% sobreviviam com entre um e três salários mínimos para cada pessoa (9 141 domicílios), 4,48% recebiam entre três e cinco salários (1 142 domicílios), 2,83% tinham rendimento mensal acima de cinco salários mínimos (720 domicílios) e 1,31% não tinham rendimento (334 domicílios).

### Setor primário

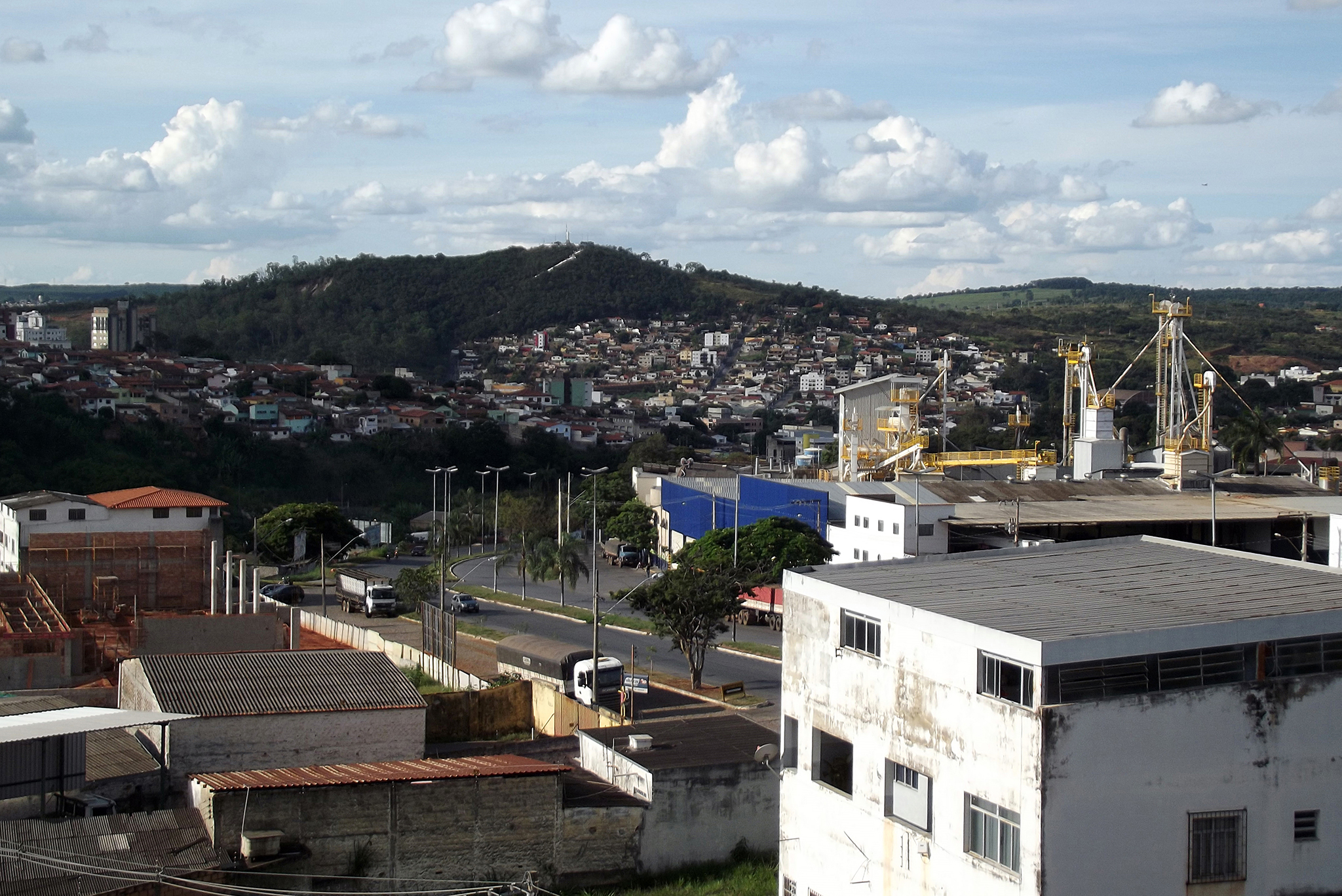
Avenida Ovídio de Abreu e complexo da Guabi (empresa do ramo agropecuário), com a cidade em segundo plano.

Em 2021, de todo o PIB da cidade, 128 982,28 mil reais era o valor adicionado bruto da agropecuária, enquanto que em 2010, 8,08% da população economicamente ativa do município estava ocupada no setor. Segundo o IBGE, em 2012 o município possuía um rebanho de 44 496 bovinos, 605 bubalinos, 14 asininos, 134 caprinos, 1 386 equinos, 117 muares, 242 ovinos, 123 958 suínos e 12 740 806 aves, entre estas 220 136 galinhas e 12 520 670 galos, frangos e pintinhos. Neste mesmo ano, a cidade produziu 19 189 mil litros de leite de 10 149 vacas e 2 750 mil dúzias de ovos de galinha. Pará de Minas é considerada como um pólo regional em relação à agricultura, suinocultura e avicultura e ocasionalmente, o Parque de Exposições Francisco Olivé Diniz recebe eventos de âmbito local ou mesmo estadual que visam a divulgar a produção, sendo o maior deles a Fest Frango (Feira Estadual do Frango e do Suíno). A pecuária está presente desde o século XIX e foi fortalecida no decorrer do século XX com o surgimento das primeiras agroindústrias e de cooperaticas. Após a década de 70, foi introduzida a avicultura e na década de 90, tem-se a chegada da suinocultura, tendo ambas ganhado impulso ao começo da década de 2000.
Na lavoura temporária, são produzidos principalmente a cana-de-açúcar (6 400 toneladas produzidas e 80 hectares cultivados), o tomate (3 290 toneladas e 47 hectares) e a mandioca (2 175 toneladas e 145 hectares), além do alho, amendoim, arroz, batata doce, feijão e milho. Já na lavoura permanente, destacam-se a banana (360 toneladas produzidas e 24 hectares cultivados), a laranja (187 toneladas produzidas e 45 hectares cultivados) e o látex (160 toneladas e 80 hectares), além do café e do maracujá em menores escalas. A cafeicultura foi implantada na década de 1970 pelo francês George Collin, que plantou e colheu sucessivas safras da rubiácea, no entanto boa parte de suas propriedades deram lugar a um seringal. Na década de 1910, também houve uma tentativa de transformar o município em um grande produtor de látex, no entanto a cultura não foi muito bem sucedida. A cana-de-açúcar, o milho e o arroz estão presentes desde o século XIX, associados à agricultura de subsistência, mas o algodão foi a primeira cultura a ser desenvolvida em grande escala, visando a atender à demanda das indústrias têxteis. A decadência das fábricas de tecido, substituídas pelas agroindústrias, e o surgimento das linhas de poliéster, derivado do petróleo, levou ao fim do ciclo do algodão na cidade.

### Setor secundário
Em 2021, 1 134 222,022 mil reais do PIB municipal eram do valor adicionado bruto da indústria (setor secundário). A maior parte da produção industrial da cidade está associada ao agronegócio e às agroindústrias, cujo setor está presente desde o começo do século XX, inicialmente associado à pecuária, e mais tarde ganhou impulso com a introdução da suinocultura e avicultura. O primeiro ramo industrial a se destacar em Pará de Minas, no entanto, foi a indústria têxtil, cujo aparecimento ocorreu na década de 1900 e que foi a principal fonte de renda municipal até o fortalecimento das agroindústrias. Na década de 50, também foram introduzidas as indústrias do ferro-gusa e de fundição e das cerâmicas, que tiveram auge na década de 80. Cabe ser ressaltada a Siderúrgica Alterosa, que é uma das maiores produtoras de gusa do Brasil e mantém suas duas unidades industriais no município. A Cooperativa dos Granjeiros do Oeste de Minas (COGRAN), criada em 1980, englobava em março de 2014 um total de 240 cooperados que produziam em média cerca de 3 milhões de aves ao mês apenas em Pará de Minas; alcançando 12 milhões de aves se levar em consideração os municípios vizinhos.
Uma considerável parte da produção do setor secundário paraminense é oriunda dos dois distritos industriais da cidade. Um deles possui área total de 247 379,00 m² e está subdividido em 70 áreas, onde estão instaladas e em funcionamento cerca de 45 empresas. O segundo conta com área de 62 657,00 m² e é subdividido em 12 lotes, encontrando-se localizado às margens da BR-262 e abrigando um do complexo da Itambé Laticínios. Em 2012, de acordo com o IBGE, também foram extraídos 8 517 m³ de madeira em lenha e segundo estatísticas do ano de 2010, 0,47% dos trabalhadores de Pará de Minas estavam ocupados no setor industrial extrativo e 20,43% na indústria de transformação.

### Setor terciário

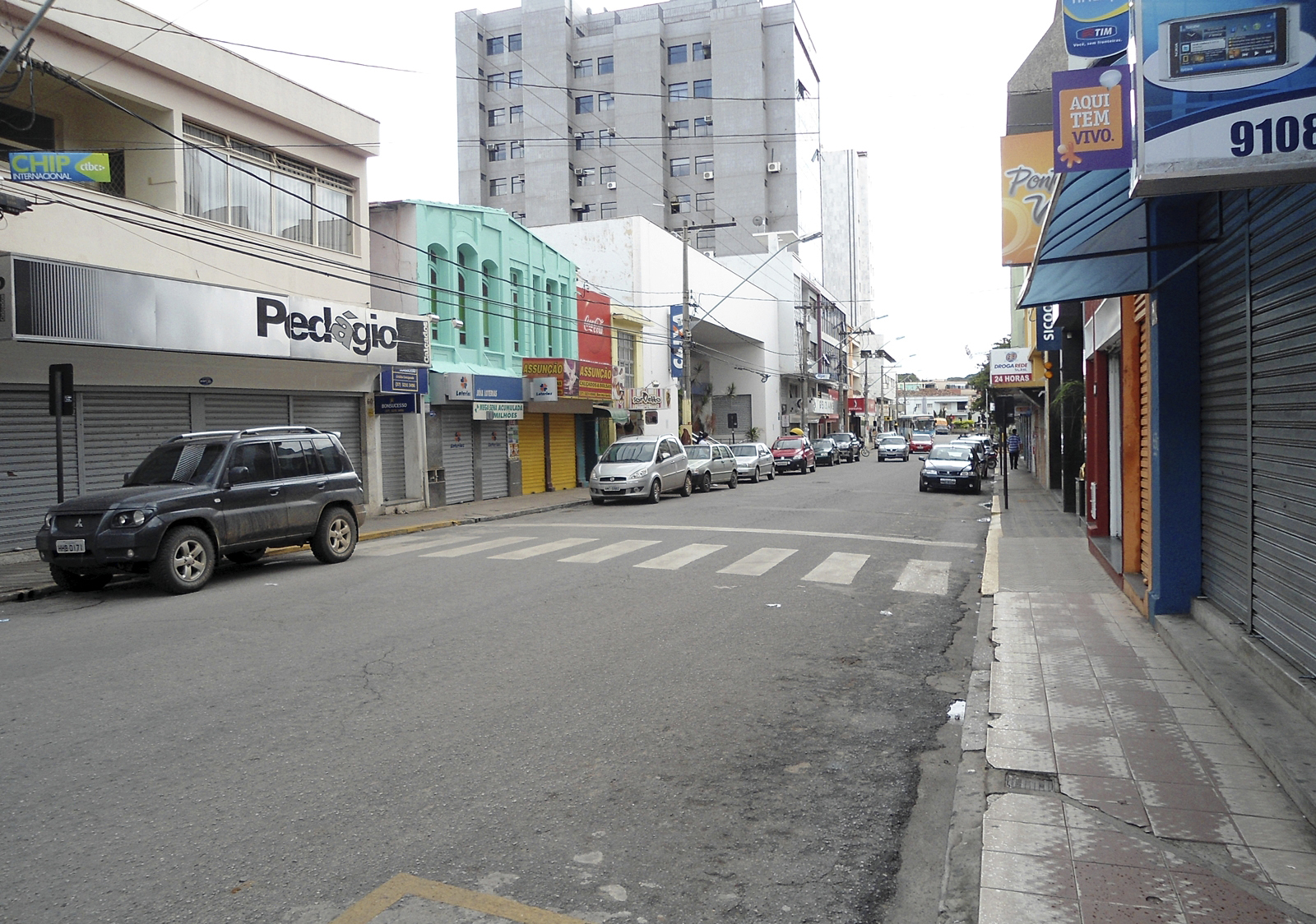
Estabelecimentos comerciais e agência da Caixa na Rua Benedito Valadares

Em 2010, 8,55% da população ocupada estava empregada no setor de construção, 0,79% nos setores de utilidade pública, 16,32% no comércio e 38,79% no setor de serviços e em 2011, 883 756 reais do PIB municipal eram do valor adicionado bruto do setor terciário. Boa parte deste valor é originado do comércio, sendo possível encontrar, dentre outros setores, confecções, sapatarias, supermercados, padarias, açougues, farmácias, floricultura, mobiliadoras, eletrônicas e bancos. O Centro Comercial São Francisco é um dos principais centros de comércio popular da região e o maior fora da região central da cidade, estando situado no bairro São Francisco e tendo sido inaugurado em 17 de setembro de 2005.
O centro da cidade concentra um dos principais núcleos comerciais da região. Além de grandes lojas, como a Hering Store, e Lojas Americanas, possui pequenas e médias empresas com sede no próprio município ou na região. Assim como no resto do país o maior período de vendas é o Natal, sendo que a Associação Empresarial de Pará de Minas (ASCIPAM) representa a classe industrial e comercial de Pará de Minas. De acordo com o IBGE, no ano de 2012 também havia a atuação de seis agências de instituições financeiras em Pará de Minas..
Pará de Minas conta com um(1) shopping center, o Fabrika Mall onde está grandes lojas como: Bob's, O Boticário.

## Infraestrutura

### Saúde

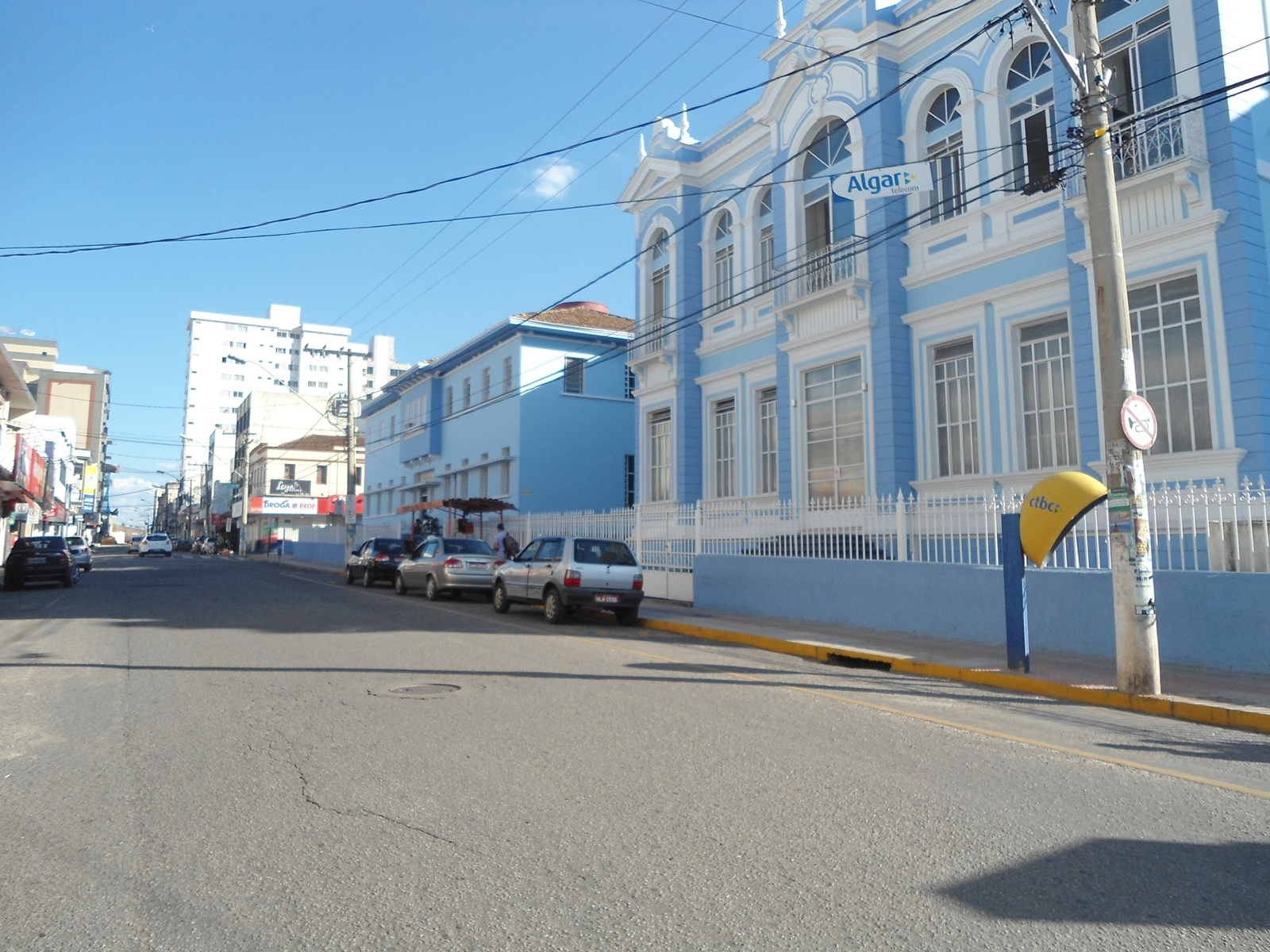
Fachada do Hospital Nossa Senhora da Conceição

Pará de Minas possuía, em 2009, 50 estabelecimentos de saúde, sendo 25 deles privados e 25 públicos municipais entre hospitais, pronto-socorros, postos de saúde e serviços odontológicos. Neles havia 121 leitos para internação. Em 2012, 98,9% das crianças menores de 1 ano de idade estavam com a carteira de vacinação em dia. Em 2011, foram registrados 1 109 nascidos vivos, ao mesmo tempo que o índice de mortalidade infantil foi de nove óbitos de crianças menores de cinco anos de idade a cada mil nascidos vivos. Em 2010, 5,43% das mulheres de 10 a 17 anos tiveram filhos, sendo 0,23% delas entre 10 e 14 anos e a taxa de atividade nesta faixa etária de 4,95%. 90,2% das crianças menores de 2 anos de idade foram pesadas pelo Programa Saúde da Família em 2012, sendo que 0,4% delas estava desnutrida.
Secretaria Municipal de Saúde é o órgão ligado de forma direta à prefeitura do município de Pará de Minas e tem por função a manutenção e funcionamento do Sistema Único de Saúde (SUS), assim como a criação de políticas, programas e projetos que visem à saúde municipal. Dentre os serviços de apoio e atenção básica são alguns: o Programa Saúde da Família (PSF), as Unidades Básicas de Saúde (UBS), as Unidades de Pronto Atendimento (UPAs) e o Serviço de Atendimento Móvel de Urgência (SAMU). Compõem ainda os serviços desenvolvidos pela prefeitura municipal o centro de zoonoses, responsável pelo controle de doenças transmitidas por animais, e a divisão de vigilância em saúde composta pelas seções de saúde epidemiológica e vigilância sanitária. O Hospital Nossa Senhora da Conceição de Pará de Minas é o mais antigo e principal hospital da cidade, tendo sido fundado em 1885, reconstruído em um novo prédio em 1915 e reinaugurado em 1929.

### Educação

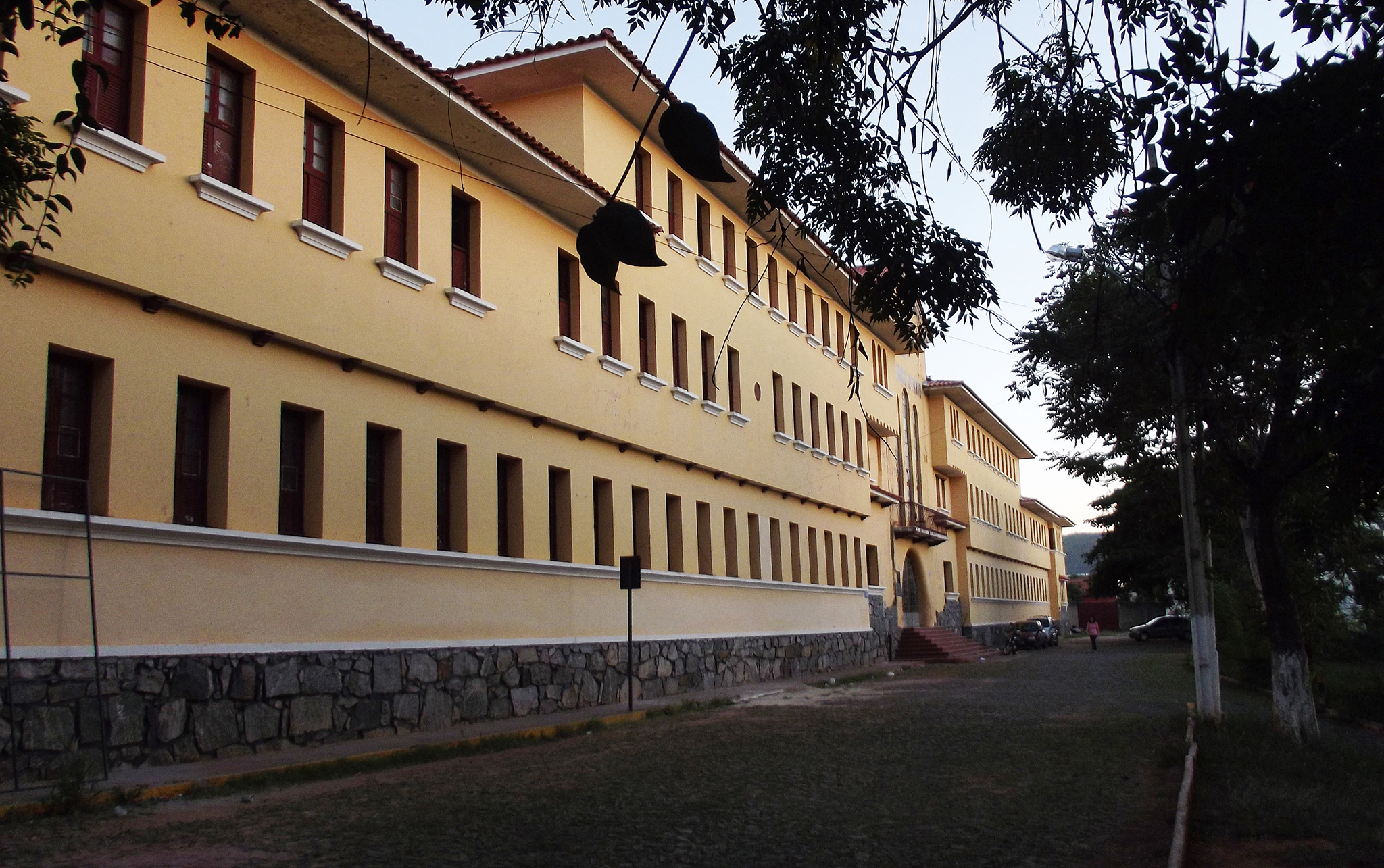
Escola Estadual Fernando Otávio, que é considerada a melhor escola pública da cidade, segundo os resultados obtidos no IDEB.

Na área da educação, o Índice de Desenvolvimento da Educação Básica (IDEB) médio entre as escolas públicas de Pará de Minas era, no ano de 2011, de 5,3 (numa escala de avaliação que vai de nota 1 à 10), sendo que a nota obtida por alunos do 5º ano (antiga 4ª série) foi de 6,4 e do 9º ano (antiga 8ª série) foi de 4,3; o valor das escolas públicas de todo o Brasil era de 4,0. Em 2010, 0,93% das crianças com faixa etária entre sete e quatorze anos não estavam cursando o ensino fundamental. A taxa de conclusão, entre jovens de 15 a 17 anos, era de 38,9% e o percentual de alfabetização de jovens e adolescentes entre 18 e 24 anos era de 99,2%. A distorção idade-série entre alunos do ensino fundamental, ou seja, com idade superior à recomendada, era de 6,7% para os anos iniciais e 27,6% nos anos finais e, no ensino médio, a defasagem chegava a 32,2%. Dentre os habitantes de 18 anos ou mais, 50,46% tinham completado o ensino fundamental e 31,78% o ensino médio, sendo que a população tinha em média 9,38 anos esperados de estudo.
Em 2010, de acordo com dados da amostra do censo demográfico, da população total, 25 348 habitantes frequentavam creches e/ou escolas. Desse total, 926 frequentavam creches, 2 487 estavam no ensino pré-escolar, 1 868 na classe de alfabetização, 427 na alfabetização de jovens e adultos, 11 382 no ensino fundamental, 3 848 no ensino médio, 942 na educação de jovens e adultos do ensino fundamental, 993 na educação de jovens e adultos do ensino médio, 137 na especialização de nível superior, 2 321 em cursos superiores de graduação, seis em mestrado e 12 em doutorado. 58 867 pessoas não frequentavam unidades escolares, sendo que 5 017 nunca haviam frequentado e 53 850 haviam frequentado alguma vez. O município contava, em 2012, com 18 218 matrículas nas instituições de ensino da cidade, sendo que dentre as 39 escolas que ofereciam ensino fundamental, 17 pertenciam à rede pública estadual, 17 à rede municipal e cinco às redes particulares. Dentre as 13 instituições que forneciam o ensino médio, dez pertenciam à rede pública estadual e três eram escolas privadas.
A Secretaria Municipal de Educação tem como objetivo coordenar e assessorar administrativa e pedagogicamente o sistema escolar de Pará de Minas. São exemplos de programas associados à Secretaria com foco voltado à população a Educação de Jovens e Adultos (EJA), que é a rede de ensino gratuita e voltada para adultos que não concluíram o ensino fundamental, e a Associação de Pais e Amigos dos Excepcionais (APAE), onde alunos que têm deficiência física são conduzidos por professores especializados. Em relação ao ensino superior, a cidade possui campi da Faculdade de Pará de Minas (FAPAM) e da Universidade Vale do Rio Verde (UninCor).
| Ensino pré-escolar | 2 195  | 106 | 24 |
| Ensino fundamental | 12 443 | 688 | 39 |
| Ensino médio       | 3 580  | 247 | 13 |

### Segurança pública e criminalidade
A provisão de segurança pública de Pará de Minas é dada por diversos organismos. A Coordenadoria Municipal de Defesa Civil (COMDEC) se responsabiliza por ações preventivas, assistenciais, recuperativas e de socorro em situações de risco público. A Polícia Militar, uma força estadual, é a responsável pelo policiamento ostensivo, o patrulhamento bancário, ambiental, prisional, escolar e de eventos especiais, além de realizar ações de integração social. Pará de Minas sedia a 19ª Companhia de Polícia Militar Independente. Já a Polícia Civil tem o objetivo de combater e apurar as ocorrências de crimes e infrações.
O Poder Público estadual e municipal têm realizado diversas atividades para melhorar a segurança da cidade, como ampliando e modernizando o quadro de viaturas, mas ainda há problemas afetando o setor. Em vários pontos da cidade, crimes como furtos, assaltos à mão armada e tráfico e uso de drogas vem sendo constantes e a taxa de homicídios também está em alta. Em 2011, o índice foi de 10,6 mortes para cada 100 mil habitantes, ficando no 109° lugar a nível estadual e no 1152° lugar a nível nacional. Já em relação à taxa de óbitos por acidentes de transito, o índice foi de 18,8 para cada 100 mil habitantes, ficando no 96° lugar a nível estadual e sendo o 889° colocado a nível nacional. De 2006 a 2008, também foi registrada uma taxa de 7,2 suicídios a cada 100 mil habitantes, sendo o 211º colocado a nível estadual e o 2040º a nível nacional.

### Habitação e serviços

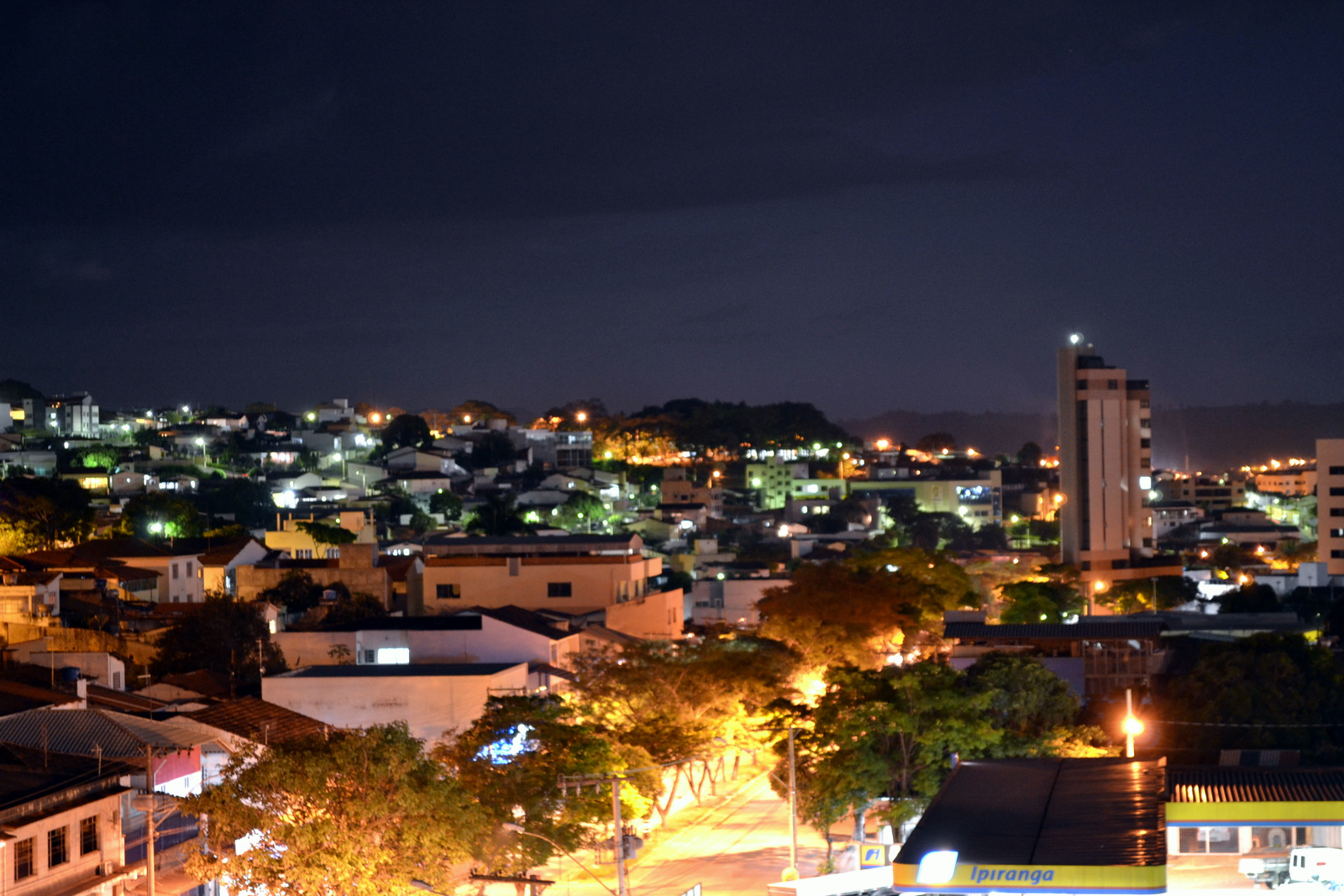
Vista parcial noturna da cidade, cujo fornecimento de energia elétrica é feito pela Cemig.

Pará de Minas contava, em 2010, com 25 480 domicílios, dos quais 24 214 eram casas, 48 casas de vila ou em condomínio, 1 187 apartamentos e 31 eram habitações em casas de cômodos ou cortiço. Do total de domicílios, 19 137 eram próprios, sendo 17 193 próprios já quitados e 1 944 próprios em aquisição, 4 746 eram alugados; 1 542 imóveis foram cedidos, sendo 563 cedidos por empregador e 979 cedidos de outra maneira; e 55 foram ocupados de outra forma. O serviço de abastecimento de energia elétrica é feito pela Companhia Energética de Minas Gerais (Cemig), que atende ainda a boa parte do estado de Minas Gerais. No ano de 2003, existiam 27 365 consumidores e foram consumidos 184 629 129 KWh de energia, sendo que em 2010, segundo o IBGE, 25 459 domicílios (99,91% do total) possuía acesso à rede elétrica.
O fornecimento de água e a coleta de esgoto da cidade são feitos pela Águas de Pará de Minas, uma subsidiária da empresa Águas do Brasil. Em 2008, havia 24 968 unidades consumidoras e eram distribuídos em média 15 160 m³ de água tratada por dia. O contrato entre a Companhia de Saneamento de Minas Gerais (Copasa), antiga empresa administradora na cidade, e a prefeitura, no entanto, venceu em outubro de 2009, e devido a estiagens prolongada, a cidade enfrentou regimes de racionamento entre 2013 e 2014. A concessionária alertava o problema da pobreza hídrica desde a década de 90 e já houve um pré-projeto para captar água no rio Paraopeba, em Córrego do Barro, porém a renovação do contrato foi reprovada pela administração municipal em dezembro de 2012. Em 2014, com o estado de calamidade pública decretado devido ao agravamento da falta de água, o prefeito Antônio Júlio de Faria contratou a empresa Seremco, de Curitiba, para determinar o melhor ponto de captação e em 13 de maio, aprovou o Plano Municipal de Saneamento Básico. A falta de água levou à suspensão de eventos tradicionais na cidade, como a festa do Frango e do Suíno de 2014, deixando de arrecadar cerca de R$ 2 milhões e receber aproximadamente 100 mil turistas. Com isso, a prefeitura municipal abriu uma licitação para que as empresas prestadoras de água interessadas apresentassem projetos de investimentos na cidade. Três empresas entraram na licitação, e em fevereiro de 2015, a prefeitura anunciou que a empresa Águas do Brasil, pertencente ao grupo Queiroz Galvão, havia vencido o mesmo sendo feito um contrato com duração de 35 anos.
Segundo o IBGE, em 2010, 23 687 domicílios eram atendidos pela rede geral de abastecimento (92,96% do total). Boa parte da água repartida à população é oriunda do ribeirão Paciência e, ao ser captada, é encaminhada à estação de tratamento da cidade e então laxada diretamente nas áreas mais baixas e próximas à ETA; para as regiões periféricas e mais altas foram instalados vários boosters e reservatórios elevados. No entanto, também há um ponto de captação no ribeirão dos Paivas e outro entre os córregos Paiol e Militão, nas proximidades da MG-431. As obras para despoluição e canalização do ribeirão Paciência, iniciadas em 2001, foram finalizadas no ano de 2009. 
Segundo o IBGE, 25 403 domicílios (99,69% do total) possuíam banheiros para uso exclusivo das residências. O serviço de coleta de esgoto da Copasa atende a mais de 93% da população e os dejetos coletados pela companhia eram encaminhados à estação de tratamento, inaugurada em 2007, sendo então lançados no ribeirão Paciência. Nos distritos do município e nos povoados de Trindade, Matinha, Caetano Preto, Córrego das Pedras e Meireles o tratamento dos despejos é realizado pela prefeitura em ETEs menores. O lixo doméstico é recolhido diariamente e encaminhado ao aterro sanitário municipal, que foi inaugurado oficialmente em 2 de abril de 2012 e em agosto de 2013 recebia em média 80 toneladas diárias, enquanto que a coleta seletiva fica a cargo da Associação dos Catadores de Materiais Recicláveis (ASCAMP). Os materiais coletados pela corporação são levados para o galpão da mesma sendo transportados por caminhões de propriedade da ASCAMP da Prefeitura.

### Comunicações

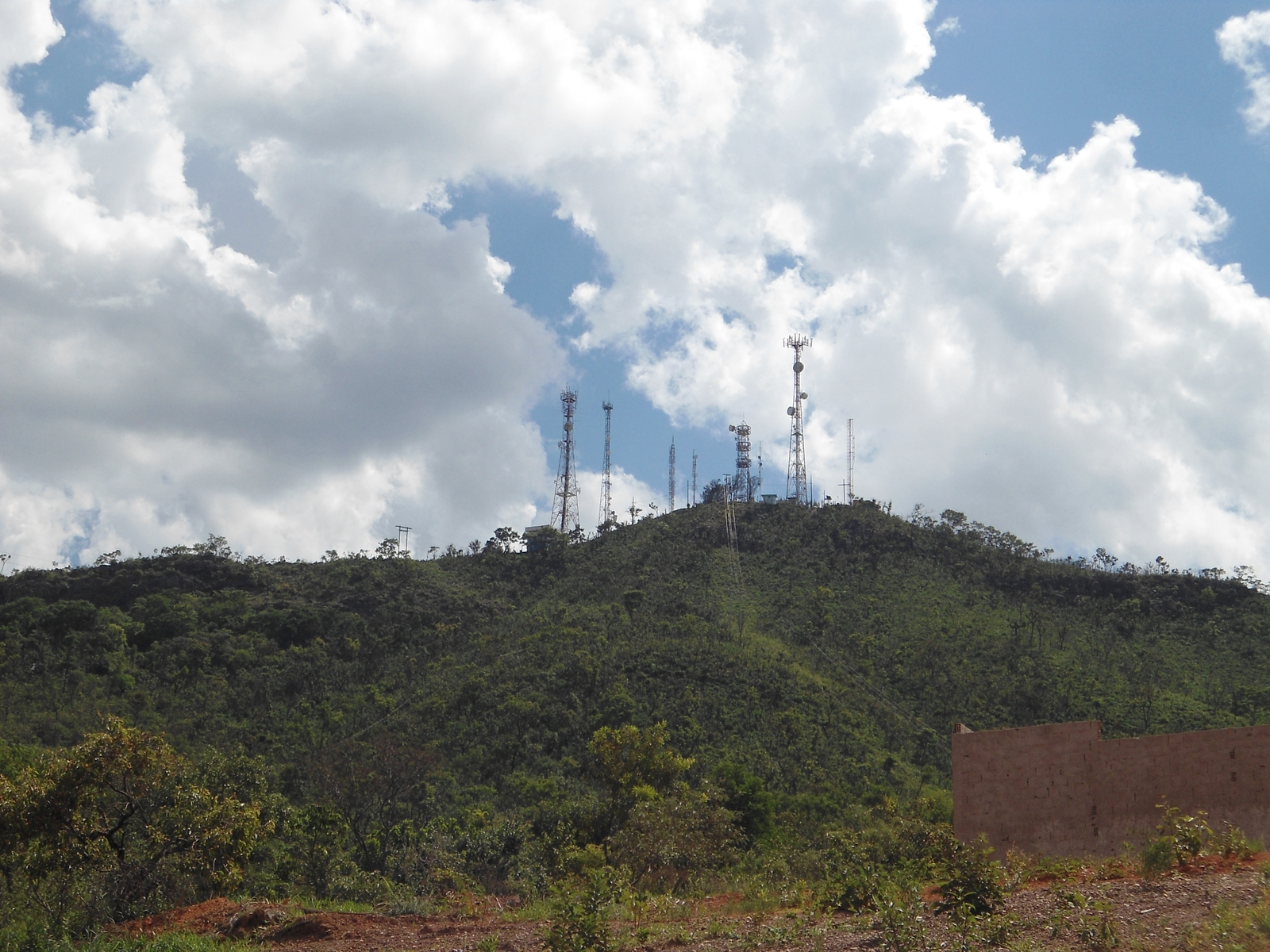
Antenas de comunicação na Serra de Santa Cruz

Pará de Minas possui serviços de internet discada e banda larga (ADSL) sendo oferecidos apenas por servidores pagos e há serviços de internet via fibra óptica em grande parte da cidade com velocidade de até 10 gigabytes por segundo. O serviço local de telefonia fixa é atendido pela Algar Telecom. O código de área (DDD) de Pará de Minas é 037 e o Código de Endereçamento Postal (CEP) vai de 35660-001 a 35664-999. No dia 1º de setembro de 2008, o município passou a ser servido pela portabilidade, juntamente com outros municípios com o mesmo DDD. A portabilidade é um serviço que possibilita a troca da operadora sem a necessidade de se trocar o número do aparelho.
O município recebe sinal de diversas emissoras de televisão aberta em Ultra High Frequency (UHF), dentre as quais cabem ser ressaltadas a Globo Minas (afiliada à Rede Globo), Band Minas (Rede Bandeirantes), TV Alterosa (SBT) e a RecordTV Minas (Rede Record). A cidade ainda é matriz da TV Cidade e conta com a TV Integração (TVI), que retransmite o sinal da Rede Minas. Dentre os periódicos, são os principais a Gazeta Paraminense e o Jornal Diário e cabem ser citadas as emissoras de rádio Stilo FM, Rádio Santa Cruz, Espacial FM e Total FM.

### Transportes

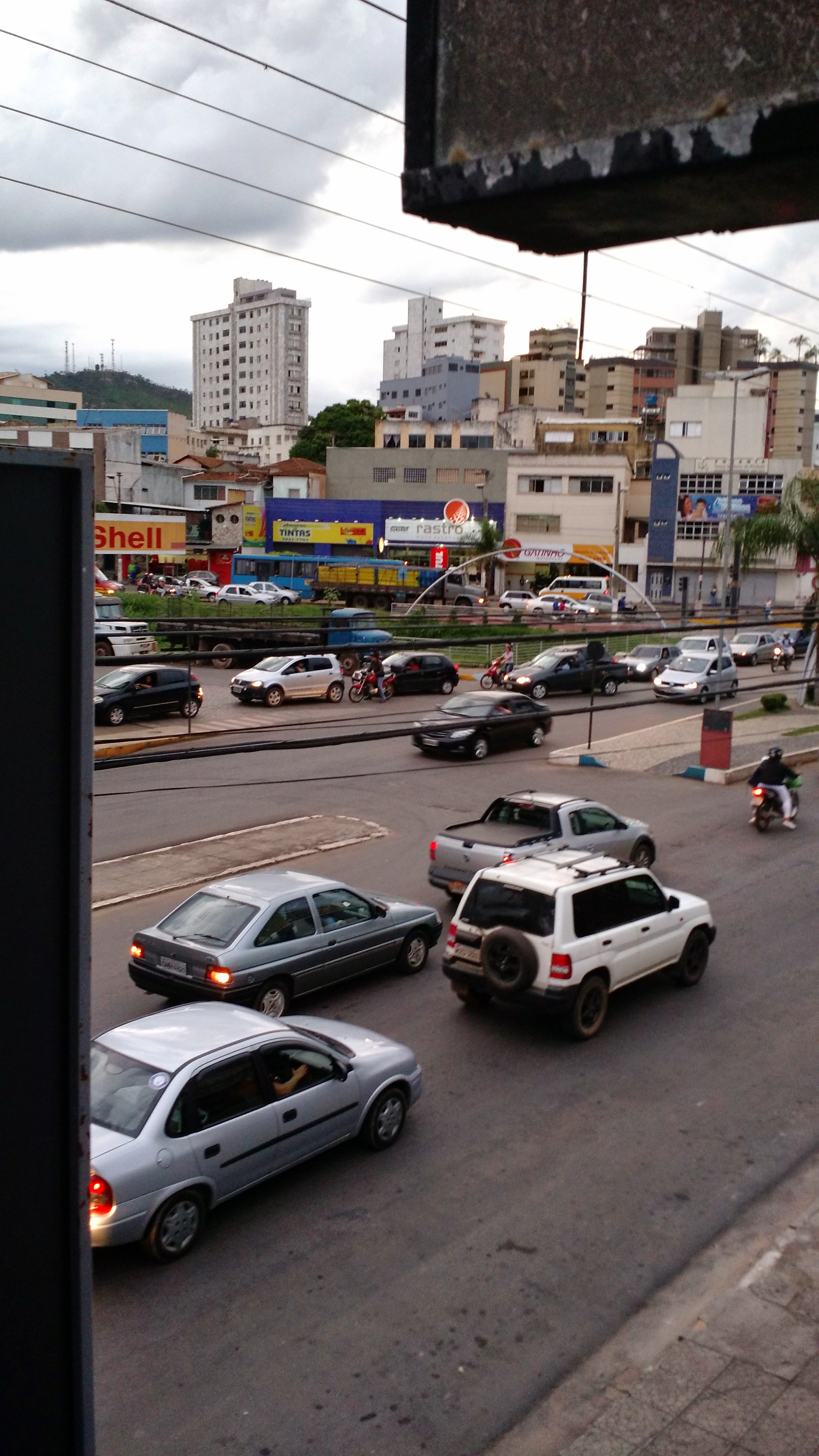
Transito observado em um horário de pico na Avenida Presidente Vargas

A chegada da Estrada de Ferro Paracatu, construída no começo do século XX e mais tarde incorporada à Estrada de Ferro Oeste de Minas, representou a primeira ligação de Pará de Minas a outras regiões mineiras. A estação ferroviária da cidade foi inaugurada em 22 de março de 1912 e funcionou até o começo da década de 1980. Em 1987, o ramal que passava pela cidade foi fechado, devido ao adensamento urbano, e o prédio que servia como terminal ferroviário foi transformado em sala de cinema em 1998. A decadência do transporte ferroviário no Brasil se deve ao avanço da construção de rodovias e aeroportos, sendo depreciado frente ao incentivo da construção de rodovias entre as décadas de 1950 e 60.
Por via terrestre, o município é atendido pelas rodovias federais BR-352, que começa em Pará de Minas e termina em Goiânia, e BR-262, que começa em Vitória, no Espírito Santo, passa por cidades como Belo Horizonte, Uberaba e Campo Grande e termina junto à fronteira com a Bolívia, em Corumbá, Mato Grosso do Sul, sendo assim a principal ligação à capital mineira; e rodovias estaduais MG-431, que conecta Pará de Minas às cidades de Itaúna e Papagaios, e MG-060, que se inicia em Belo Horizonte e termina em São Gonçalo do Abaeté, no entroncamento com a rodovia BR-365. O terminal rodoviário da cidade, o Terminal Rodoviário Antônio Epaminondas Marinho, foi inaugurado em setembro de 2007 e conta com centro comercial com 12 lojas, 12 bilheterias e 12 plataformas de embarque e desembarque, oferecendo à população saídas diárias para vários destinos dentro e mesmo fora do estado. Também há um aeroporto de pequeno porte, o Aeroporto Municipal Arnaud Marinho, que possui pista asfáltica de 1 140 metros de comprimento.
A frota municipal no ano de 2012 era de 49 553 veículos, sendo 22 128 automóveis, 2 175 caminhões, 335 caminhões-trator, 3 833 caminhonetes, 948 caminhonetas, 164 micro-ônibus, 14 910 motocicletas, 3 591 motonetas, 221 ônibus, onze tratores de rodas, 129 utilitários e 1 108 classificados como outros tipos de veículos. A Turi é a responsável pelo transporte coletivo público em Pará de Minas, mantendo um total de 31 linhas no interior do município, segundo informações de fevereiro de 2014. O crescimento no número de veículos nos últimos anos está gerando um tráfego cada vez mais lento de carros, principalmente na região central do município. Além disso, tem se tornado difícil encontrar vagas para estacionar nas principais ruas comerciais da cidade, o que vem gerando alguns prejuízos ao comércio.

## Cultura

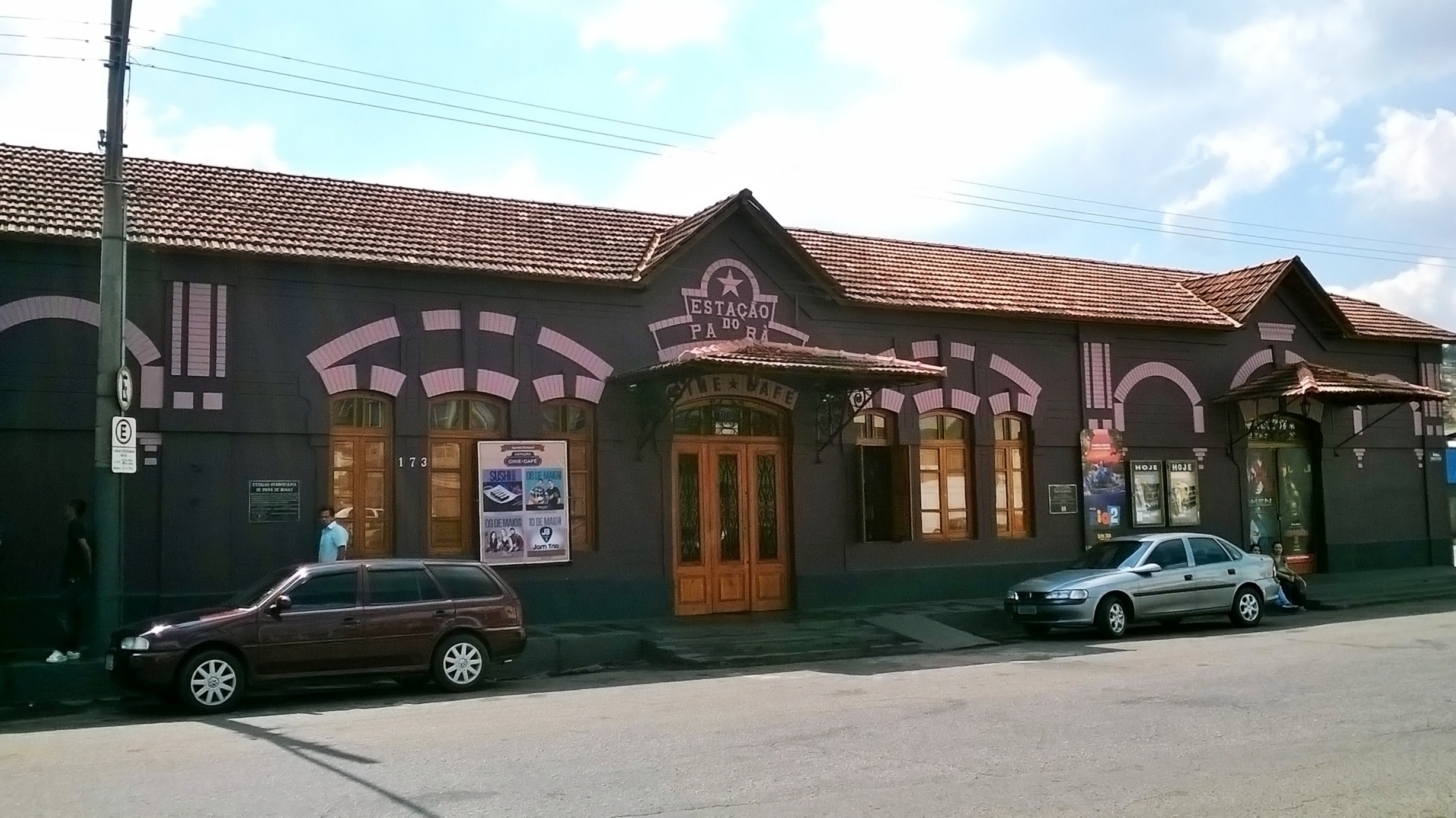
Vista do Cine Café

A responsável pelo setor cultural de Pará de Minas é a Secretaria Municipal de Cultura e Educação, que tem como objetivo planejar e executar a política cultural do município por meio da elaboração de programas, projetos e atividades que visem ao desenvolvimento cultural. Subordinada à secretaria, atuam seus órgãos operacionais, dentre os quais cabem ser ressaltados a Biblioteca Pública Professor Melo Cançado, Escola Municipal de Artes e Ofícios Raimundo Nogueira de Faria (Sica), Escola Municipal de Música Geraldo Martins, o Arquivo Público Municipal Mário Luiz Silva e o Museu Histórico, Documental, Fotográfico e do Som de Pará de Minas (MUSPAM). A Secretaria Municipal de Esporte, Lazer e Turismo foi desmembrada da secretaria de cultura em 1º de abril de 2013, sendo encarregada de seus respectivos setores.
Dentre os artistas naturais de Pará de Minas, obtiveram destaque nacional ou mesmo internacional o compositor, cantor e ator Benjamin de Oliveira, conhecido por ser o primeiro palhaço negro do Brasil; o artista plástico, desenhista e vitralista Mário Silésio, que produziu diversos painéis em edifícios públicos de Belo Horizonte; e a atriz Cida Mendes, que se destacou ao interpretar a personagem Concessa no programa A Turma do Didi.

### Artes cênicas e artesanato

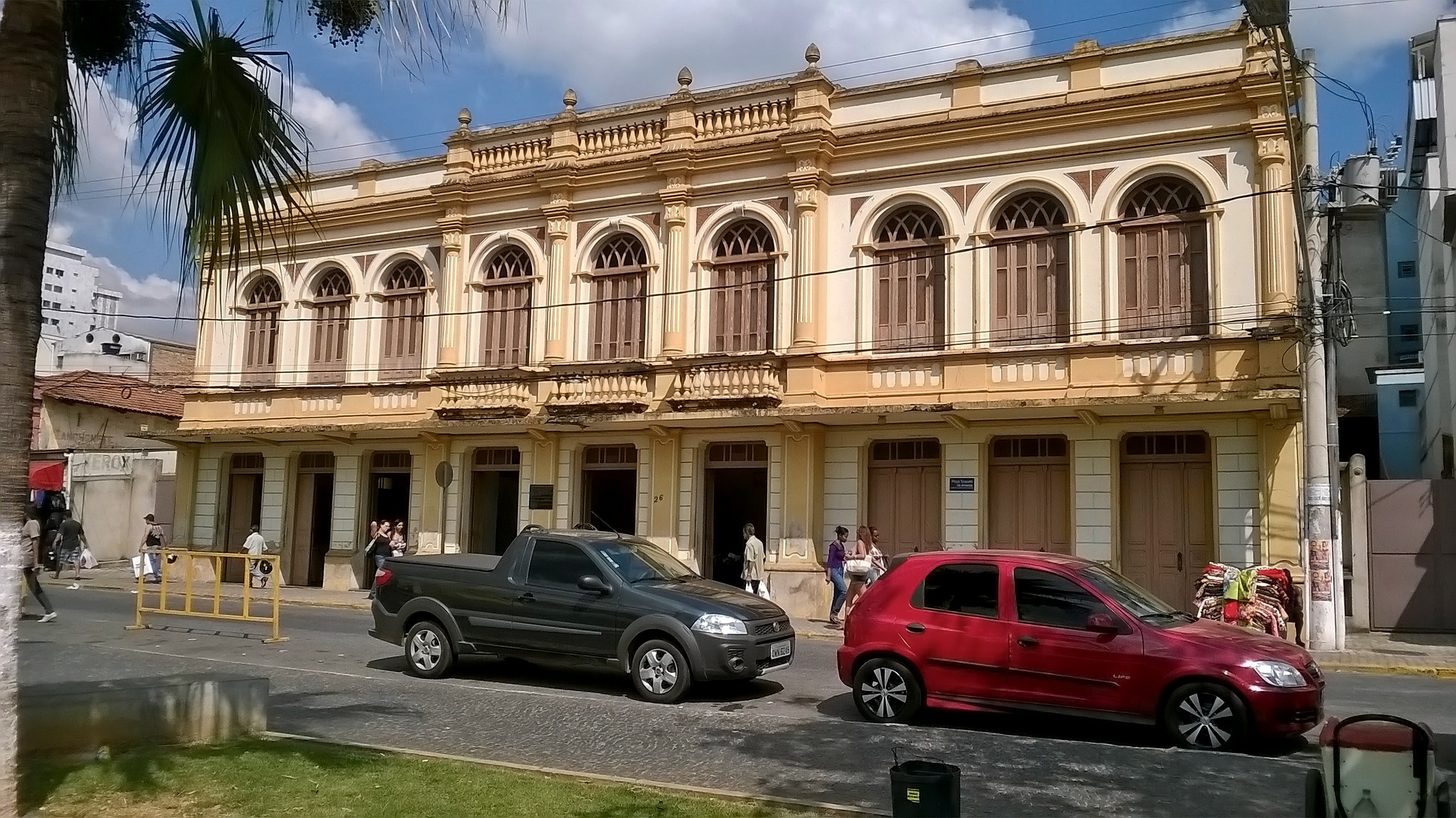
Fachada da Casa da Cultura de Pará de Minas, cujo prédio foi inaugurado em 1924.

Em 2002, o Governo Federal anunciou recursos para custear a construção de um teatro na cidade, que até então não possuía. O Teatro Municipal Geraldina Campos de Almeida foi inaugurado em 3 de dezembro de 2012, tendo uma ampla tecnologia de iluminação, dependências para deficientes físicos e contando com capacidade para 213 lugares, localizando-se atrás da Casa da Cultura. Esta, foi fundada na década de 1910 e até setembro de 2015 receberá investimentos na reforma do local e no acesso do Teatro Municipal.
O artesanato é uma das formas mais espontâneas da expressão cultural paraminense, sendo que, segundo o IBGE, as principais atividades artesanais desenvolvidas são o bordado e trabalhos produzidos com argila e fibras vegetais. A Escola Municipal de Artes e Ofícios (SICA) também é palco de exposições e ocasionalmente oferece à população, a partir dos 4 anos de idade, cursos e oficinas relacionados tanto às artes plásticas quanto cênicas e expressivas. A Escola Municipal de Música Geraldo Martins, também conhecida por Escola Geraldinho do Cavaquinho, como o próprio nome sugere, oferta formação musical e por vezes suas apresentações são abertas ao público. Ambas são mantidas em parceria direta com a Secretaria Municipal de Cultura e Educação. O acervo literário da Biblioteca Pública Municipal Professor Melo Cançado é o maior da cidade, tendo recebido 550 novos livros e materiais áudio-visuais em março de 2014.
O Centro Literário Pedro Nestor foi construído no começo do século XX, sendo palco de realizações artísticas e literárias, como shows, palestras, conferências e bailes, no entanto foi desativado na década de 80. Especula-se a reabertura do lugar, que deverá ser cedido à Academia de Letras do município, composta por 21 cadeiras e fundada em 1º de dezembro de 1997. O Museu Histórico, Documental, Fotográfico e do Som de Pará de Minas (MUSPAM), por sua vez, foi fundado em 10 de fevereiro de 1984 e reinaugurado em 10 de novembro de 1988 e em 28 de março de 2014. Seu prédio é uma das edificações mais antigas da cidade, construído para residência de Manuel Baptista, o Patafufo, um dos fundadores da cidade. Trata-se da primeira e principal entidade de memória paraminense e seu acervo é constituído, em grande parte, por doações de fotos e documentações particulares ou cedidos pela própria prefeitura e paróquias católicas locais.

### Lazer, turismo e eventos

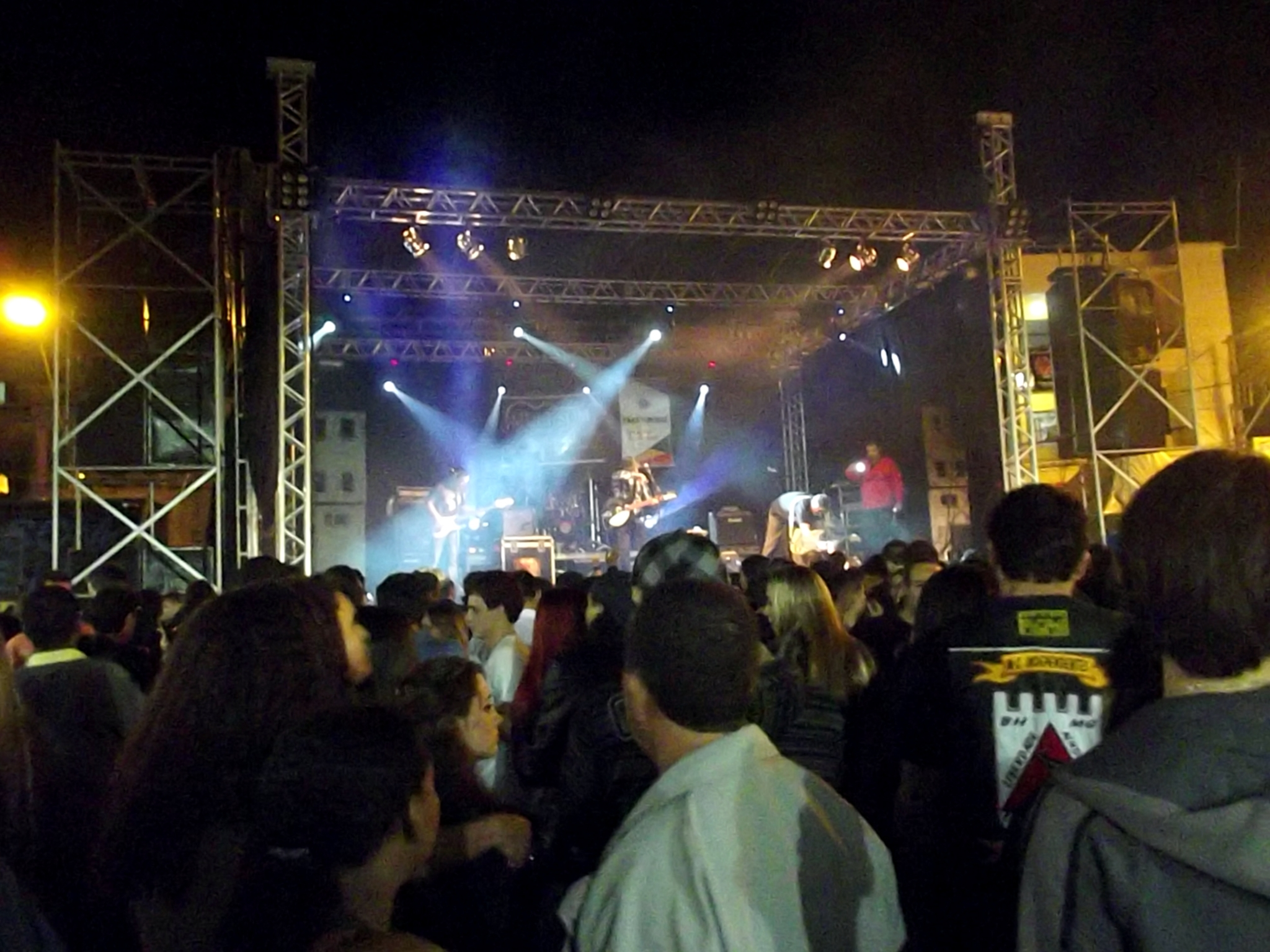
Apresentação da banda Creedence Cover como parte do Encontro Nacional de Motociclistas, em 2013, realizado na Praça Torquato de Almeida.

A antiga estação ferroviária, desativada na década de 1980, abriga desde 1998 o Cine-Pub, até 2006 chamado de Cine Café. O local abriga uma galeria de arte e a extensão de um barzinho, que traz shows ao vivo. Em fevereiro de 2013, foi interditado devido à falta de prevenção de incêndios e ao fim da licitação com a Cinematográfica União, que o administrava desde 2006, sendo repassado para empresários da cidade e reaberto em março de 2014. O Cine Café está situado na Praça Torquato de Almeida, que configura-se, segundo a prefeitura, como um polo cultural da cidade e tem capacidade de receber eventos de vários portes.
A região do centro da cidade concentra uma considerável quantidade de bares e restaurantes que agitam a vida noturna paraminense. O investimento em festas e eventos vem sendo incentivado pela prefeitura de Pará de Minas e por vezes é realizado pela mesma em parceria com empresas locais, estimulando o desenvolvimento socioeconômico local. Essas festas, muitas vezes, atraem pessoas de outras cidades, exigindo uma melhor infraestrutura no município e estimulando a profissionalização do setor e a circulação monetária, o que é benéfico não apenas aos turistas, mas também a toda população da cidade.

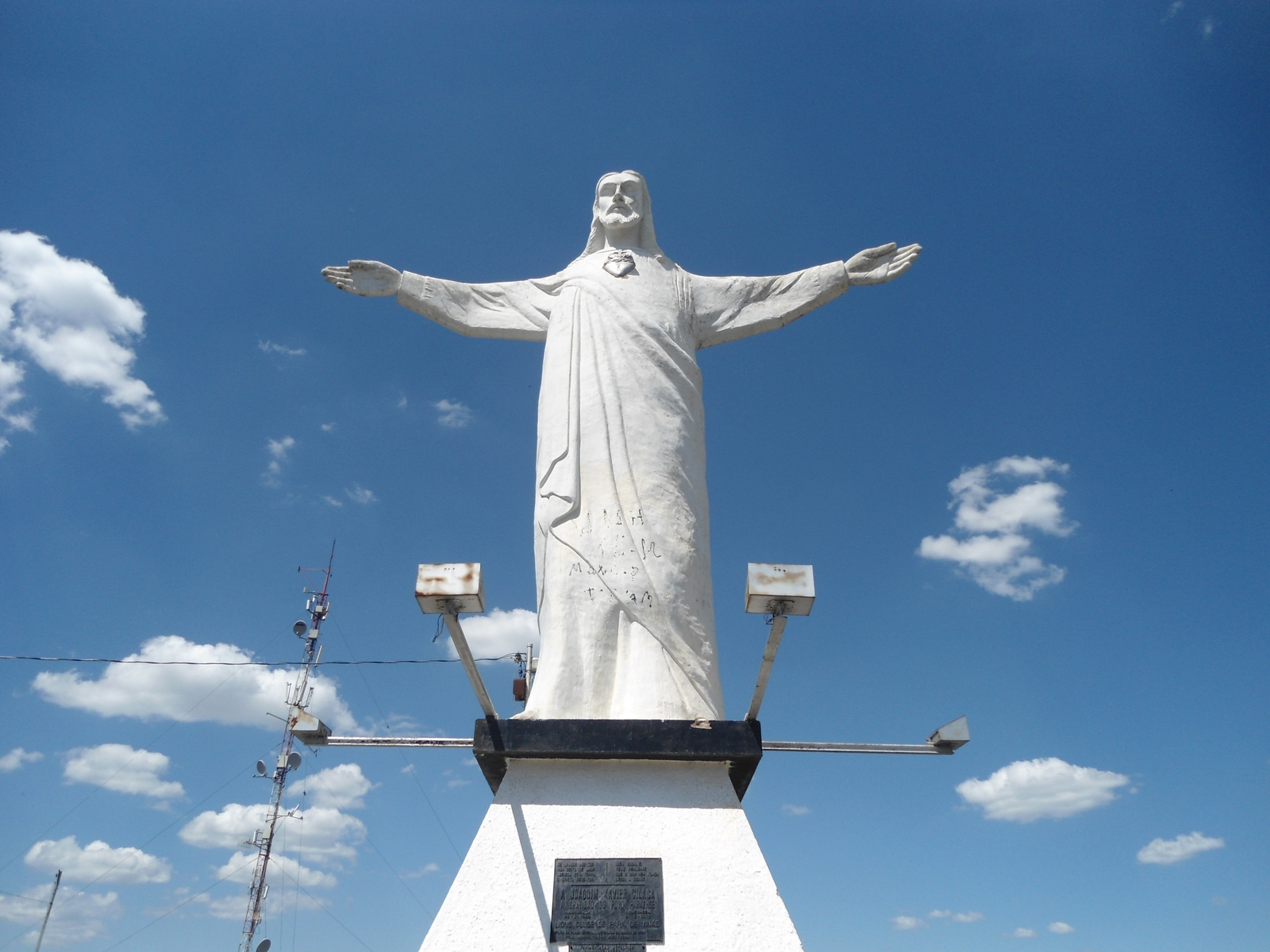
Cristo Redentor de Pará de Minas

Além dos projetos e realizações com foco ao setor das artes cênicas, citados anteriormente, cabem ser ressaltados o carnaval da cidade, o Pará Folia, com bailes ao som de marchinhas de carnaval, desfiles com os blocos carnavalescos do município, espetáculos musicais com trios elétricos e o Pará Folia Kids (para crianças); a Cavalgada de Pará de Minas, com o desfile de cavaleiros e amazonas de vários municípios mineiros pelas principais ruas da cidade, em direção ao Parque de Exposições Francisco Olivé Diniz, seguido de shows country; o Encontro de Bandas, onde se reúnem bandas musicais que se exibiam em retretas, tocatas, procissões e desfiles cívicos de dentro ou de fora do município; as festas festas juninas, realizadas nos clubes, comunidades católicas e escolas, com apresentações de quadrilha, espetáculos musicais e barraquinhas com comidas típicas; a Fest Frango (Feira Estadual do Frango e do Suíno), evento de âmbito estadual que visa a divulgar a produção da avicultura e suinocultura, com dias seguidos de exposições, palestras aos pecuaristas e shows; e as comemorações do reveillon, na virada do ano. O Circuito Turístico Verde - Trilha dos Bandeirantes, o qual Pará de Minas integra juntamente a outros municípios da região, foi criado em 23 de março de 1999 e objetiva ações culturais e o turismo nessas localidades, sendo reconhecido oficialmente pelo governo mineiro em 20 de junho de 2005.
Dentre os pontos turísticos da cidade, estão: a Gruta de Nossa Senhora de Lourdes, que foi inaugurada em 1º de fevereiro de 1959, decorada sob arte do mestre de ofícios João Viegas e situada ao lado de uma fonte de água natural; a Casa Maria Capanema, construída no século XIX, às margens do caminho de Pitangui, tendo preservada sua arquitetura original; o Cristo Redentor, acessível pela escadaria de 608 degraus e quatorze patamares, tendo sido construído entre 1958 e 1963, idealizado por Joaquim Xavier Villaça, inspirado em uma réplica do Cristo Redentor carioca; a Serra de Santa Cruz, em meio a qual está situado o Cristo, sendo a principal reserva ecológica do município; e o Parque do Bariri, área verde situada em meio ao centro da cidade, propício a descansos, caminhadas e passeios. A Igreja Nossa Senhora das Graças, construída de 1947 a 1958, destaca-se por sua arquitetura nos estilos neogótico e art déco, sendo o templo religioso mais antigo de Pará de Minas.

### Esportes

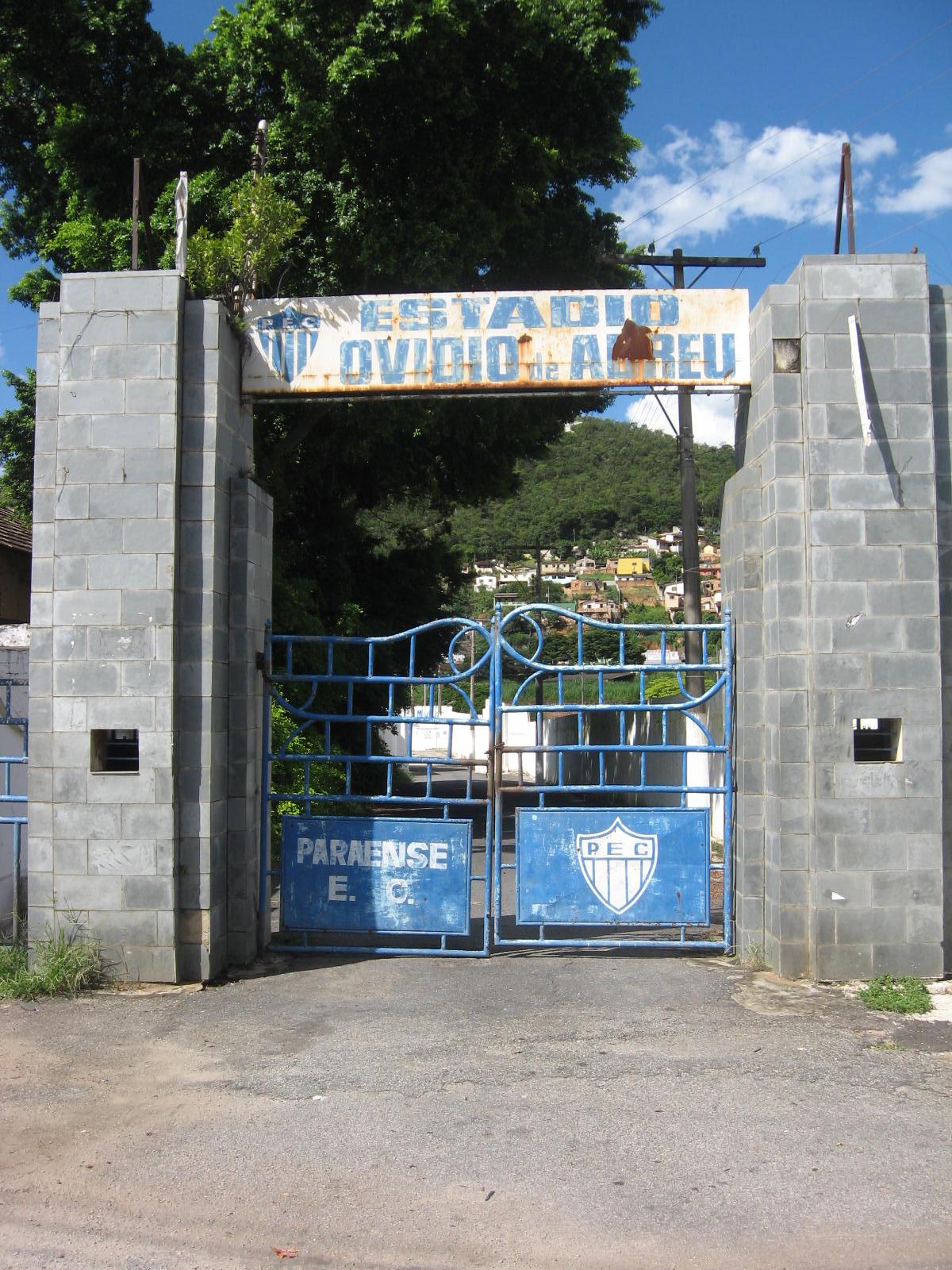
Antiga entrada do Estádio Ovídio de Abreu, em 2010.

A cidade conta com equipes de diversas modalidades esportivas, que por vezes se destacam ao conquistarem títulos regionais, estaduais ou mesmo nacionais, tais como basquetebol, handebol, voleibol e futebol de salão. Também é comum, principalmente entre a população jovem, a prática de esportes radicais, como skate, BMX e atletismo. O Parque Bariri conta com pista de caminhada, pista de skatismo e quadras poliesportivas usadas para prática de basquete, vôlei, vôlei de areia, futsal, peteca, queimada, lutas e ginástica. O Estádio Ovídio de Abreu é o principal estádio de futebol de Pará de Minas, contando com capacidade de cerca de 1 500 pessoas.[carece de fontes?]
O time de futebol mais bem sucedido da cidade é o Paraense Esporte Clube, que foi fundado em 15 de maio de 1936 e disputou diversas edições do Campeonato Mineiro, tanto em sua divisão principal quanto em suas categorias de base. O futebol se faz presente em Pará de Minas desde o começo do século XX, quando eram utilizadas bolas de meia pelas ruas da cidade, e, mais tarde, operários encarregados da locação da Estrada de Ferro Paracatu trouxeram consigo bolas de couro para o lazer. O Mello Sobrinho Foot-Ball Club foi o primeiro time da cidade, fundado em 1923 e extinto pouco tempo depois, sendo sucedido pelo Americano Futebol Clube, que existiu entre 1924 e 1931 e abriu incentivo para a posterior fundação de outras equipes, o que ocorreu de forma acentuada entre as décadas de 40 e 60. Em 1976, foi criada a Liga Desportiva de Pará de Minas, que organiza os campeonatos e eventos futebolísticos na cidade e na região, sendo realizado desde 1977 o Campeonato Paraminense de Futebol Amador.
Em 2011, especulou-se o financiamento de um centro de treinamento do Futebol Clube do Porto na cidade com o apoio do governo do estado em obras civis, prevendo-se também reformas no Estádio Ovídio de Abreu e a conclusão das obras em 2018 e proporcionando cerca de 800 empregos de forma direta e indireta. Com vários atrasos no cronograma, em setembro de 2012 foi iniciada a terraplenagem do terreno, de 980 mil m², e em abril de 2013, a prefeitura afirmou que o contrato dava-se por finalizado, já que não havia tido nenhum contato por parte da empresa responsável, e o terreno seria destinado a uma outra finalização.

### Feriados
Em Pará de Minas, há quatro feriados municipais, definidos pela lei nº 1.327, de 8 de fevereiro de 1967, e oito feriados nacionais, além dos pontos facultativos. Os feriados municipais são: a Sexta-Feira Santa, que em 2025 é celebrada no dia 18 de abril; o Corpus Christi, que neste mesmo ano é comemorado no dia 19 de junho; o dia de Nossa Senhora das Dores, celebrado no dia 15 de setembro; e o dia da Imaculada Conceição, em 8 de dezembro. De acordo com a lei federal nº 9.093 de 12 de setembro de 1995, os municípios podem ter no máximo quatro feriados municipais de âmbito religioso, já incluída a Sexta-Feira Santa.
O dia considerado como aniversário da cidade, 20 de setembro, remete à data da primeira instalação da então Vila do Pará, em 1859, visto que o município foi extinto em 1872 e emancipado novamente em 1874, ocorrendo uma segunda instalação (definitiva) em 25 de março de 1876. Não há, no entanto, um feriado municipal para se comemorar o aniversário de Pará de Minas, especulando-se a instituição do dia 20 de setembro como um, mas para que isso ocorra outro feriado deverá deixar de existir.